# Uranus (planète)
Vous lisez un « article de qualité » labellisé en 2020.
Pour les articles homonymes, voir Uranus.
Uranus est la septième planète du Système solaire par ordre d'éloignement du Soleil. Elle orbite autour de celui-ci à une distance d'environ 19,2 unités astronomiques (2,87 milliards de kilomètres), avec une période de révolution de 84,05 années terrestres. Il s'agit de la quatrième planète la plus massive du Système solaire et de la troisième plus grande par la taille.
Elle est la première planète découverte à l’époque moderne avec un télescope et non connue depuis l'Antiquité. Bien qu'elle soit visible à l’œil nu, son caractère planétaire n'est alors pas identifié en raison de son très faible éclat et de son déplacement apparent dans le ciel très lent. William Herschel l'observe pour la première fois le 13 mars 1781 et la confirmation qu'il s'agit d'une planète et non d'une comète est faite pendant les mois qui suivent.
Comme Jupiter et Saturne, l'atmosphère d'Uranus est composée principalement d'hydrogène et d'hélium avec des traces d'hydrocarbures. Cependant, comme Neptune, elle contient une proportion plus élevée de « glaces » au sens physique, c'est-à-dire de substances volatiles telles que l'eau, l'ammoniac et le méthane, tandis que l'intérieur de la planète est principalement composé de glaces et de roches, d'où leur nom de « géantes de glaces ». Par ailleurs, le méthane est le principal responsable de la teinte aigue-marine de la planète. Son atmosphère planétaire est la plus froide du Système solaire, avec une température minimale de 49 K (−224 °C) à la tropopause, et présente une structure nuageuse en couches.
À l’instar des autres planètes géantes, Uranus possède un système d’anneaux et de nombreux satellites naturels : on lui connaît 13 anneaux étroits et 27 lunes. Cas unique dans le Système solaire, son axe de rotation est pratiquement dans son plan de révolution autour du Soleil — donnant l'impression qu'elle « roule » sur son orbite, du moins à un certain moment de sa révolution — et ses pôles Nord et Sud se trouvent donc là où la plupart des autres planètes ont leur équateur. La planète est pourvue d'une magnétosphère en forme de tire-bouchon du fait de cette inclinaison de l'axe.
La distance de la planète à la Terre lui donnant une très faible taille apparente, son étude est difficile avec des télescopes situés sur la Terre. Uranus est visitée une unique fois lors de la mission Voyager 2, qui en réalise un survol le 24 janvier 1986. Les images de la sonde spatiale montrent alors une planète presque sans relief à la lumière visible, sans les bandes de nuages ou les tempêtes associées aux autres planètes géantes. L'avènement du télescope spatial Hubble et des grands télescopes au sol à optique adaptative permet ensuite des observations détaillées supplémentaires révélant un changement saisonnier, une activité météorologique accrue et des vents de l'ordre de 250 m/s alors qu'Uranus s'approchait de son équinoxe en 2007.
Son nom vient d'Ouranos, divinité grecque du ciel (Uranus dans la mythologie romaine), père de Cronos (Saturne) et grand-père de Zeus (Jupiter).

## Histoire

### Premières observations

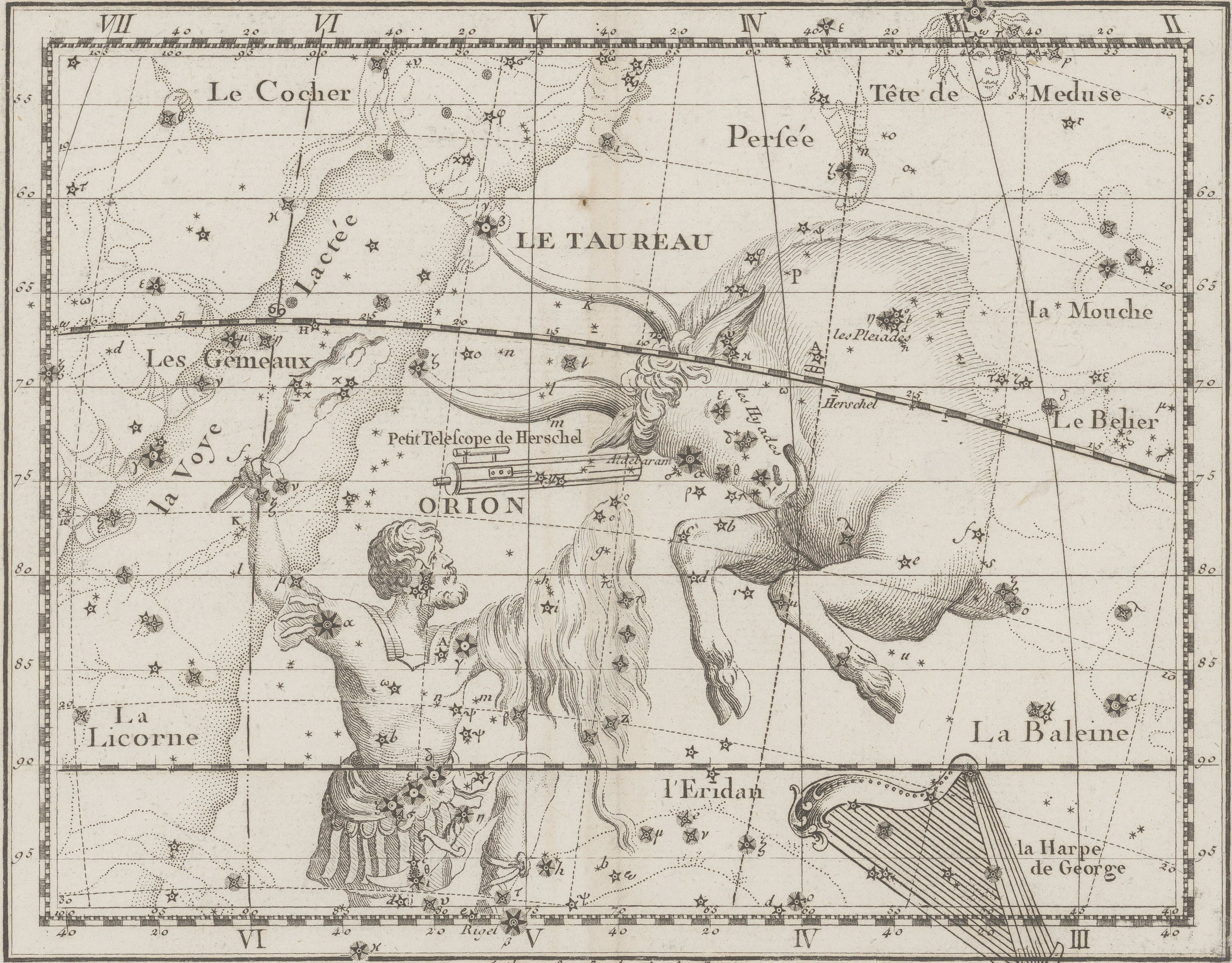
La constellation du Taureau dans l’Atlas Coelestis de John Flamsteed.

Contrairement aux autres planètes ayant des orbites plus proches du Soleil — Mercure, Vénus, Mars, Jupiter et Saturne — Uranus n'est pas découverte dès l'Antiquité. Du fait de son éloignement du Soleil, elle est observée à de nombreuses occasions mais est considérée comme une simple étoile jusqu'au XVIIIe siècle en raison de son très faible éclat — sa magnitude apparente étant à la limite de la visibilité à l'œil nu — et de son déplacement apparent très lent dans le ciel terrestre.
La première observation connue pourrait être celle d'Hipparque qui, en 128 av. J.-C., aurait pu l'enregistrer comme une étoile fixe dans son catalogue d'étoiles. En effet, un astérisme cité dans l’Almageste de Claude Ptolémée, reprenant les travaux d'Hipparque, ne peut être résolu que par la présence d'Uranus à cette époque. Par ailleurs, Uranus en avril 128 av. J.-C. était dans des conditions d'observation très favorables : proche de son périhélie avec une magnitude de 5,4 et à 33° du zénith,.
La plus ancienne mention prouvée date de 1690 lorsque John Flamsteed l’observe au moins six fois et la catalogue en tant qu'étoile sous le nom de 34 Tauri,. L’astronome français Pierre Charles Le Monnier observe Uranus au moins douze fois entre 1750 et 1769, dont quatre nuits consécutives. John Bevis a peut-être également observé Uranus en 1738, des indices concordant avec une observation mais sans preuve définitive.

### Découverte de la planète

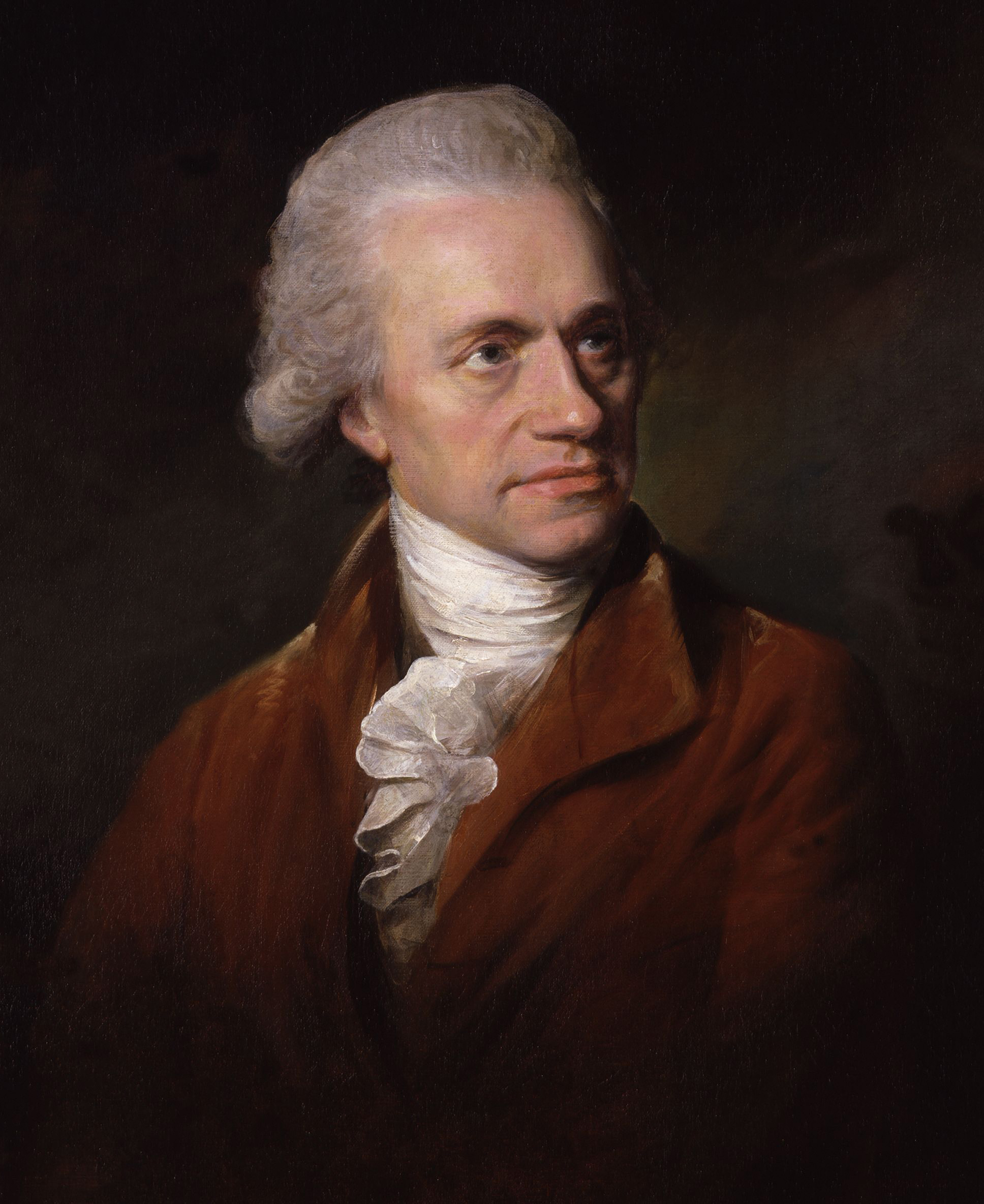
William Herschel, huile sur toile de Lemuel Francis Abbott (1785).

William Herschel est un musicien anglais pratiquant l'astronomie en amateur. N'ayant pas les moyens financiers d'acheter un télescope, il polit lui-même un miroir pour construire le sien. Il découvre la planète le 13 mars 1781 lors d’une recherche systématique d’étoiles à l’aide de son télescope depuis le jardin de sa maison du 19 New King Street à Bath dans le Somerset en Angleterre (désormais le musée d'astronomie Herschel),.
Plus précisément, Herschel avait entrepris un catalogage d'étoiles selon leur magnitude,. À la frontière des constellations des Gémeaux et du Taureau, Herschel remarque au milieu des étoiles fixes une petite tache : il change alors successivement d’oculaire, augmentant progressivement le grossissement. Cela fait augmenter la taille de l’objet à chaque fois tandis que les étoiles autour, très éloignées, ne varient pas en taille et restent de simples points brillants. Ainsi, il ne peut pas s'agir d'une étoile et il écrit donc dans son journal le 13 mars : « Dans le quartile près de ζ Tauri, […] se trouve un objet curieux, soit une nébuleuse ou peut-être une comète »,. Il note la position de l’astre puis, quelques jours après, reprend son observation : « J'ai observé la comète ou la nébuleuse et trouvé qu'il s'agissait d'une comète, car elle avait changé de place »,.
Il décide alors de prévenir la communauté scientifique de sa découverte et envoie un courrier avec les détails de l'observation de la comète au directeur de l’observatoire d’Oxford, Thomas Hornsby. Il informe également l’Astronomer Royal Nevil Maskelyne de l’Observatoire royal de Greenwich. Il reçoit une réponse déconcertée de sa part le 23 avril 1781 : « Je ne sais pas comment l'appeler. Il est aussi probable que ce soit une planète régulière se déplaçant sur une orbite presque circulaire par rapport au Soleil qu'une comète se déplaçant dans une ellipse très excentrique. Je n'ai pas encore vu de chevelure ni de queue »,,. Celui-ci ne pouvant trancher, il diffuse la nouvelle à d'autres scientifiques et conseille à Herschel d’écrire à la Royal Society. Le 26 avril 1781, lorsque William Herschel présente sa découverte à la Royal Society, il continue d'affirmer qu'il a trouvé une comète, mais la compare aussi implicitement à une planète.

### Confirmation de son existence

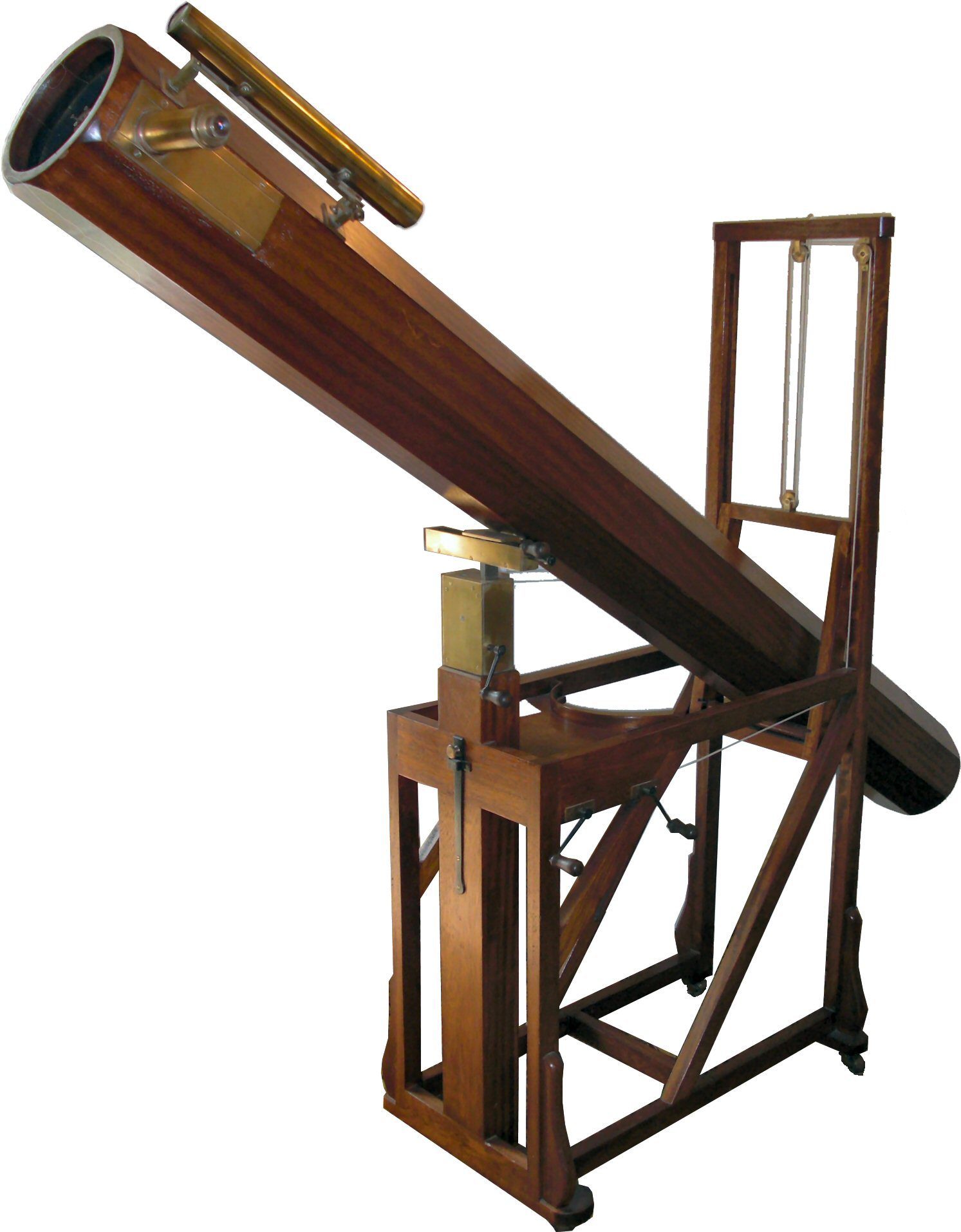
Réplique du télescope de sept pieds utilisé par Herschel pour découvrir Uranus (exposée au Musée d'astronomie Herschel, Bath).

Bien que Herschel continue par précaution à appeler ce nouvel objet une comète, d'autres astronomes commencent déjà à soupçonner sa véritable nature. L'astronome finno-suédois Anders Lexell, travaillant en Russie, est le premier à calculer l'orbite du nouvel objet en appliquant le modèle d’une planète,. Son orbite presque circulaire correspondant au modèle appliqué l'amène à conclure qu'il s'agit d'une planète plutôt que d'une comète car il estime sa distance à dix-huit fois la distance Terre-Soleil et qu'aucune comète ayant un périhélie supérieur à quatre fois la distance Terre-Soleil n’a alors jamais été observée. L'astronome berlinois Johann Elert Bode décrit la découverte d'Herschel comme « une étoile en mouvement qui peut être considérée comme un objet semblable à une planète, inconnue jusqu'à présent, circulant au-delà de l'orbite de Saturne »,. Bode conclut également que son orbite quasi circulaire ressemble plus à celle d'une planète que d'une comète. L'astronome français Charles Messier remarque aussi qu’avec son aspect de disque, elle ressemble plus à Jupiter qu’aux dix-huit autres comètes qu’il avait observées auparavant.
L’objet est ainsi rapidement unanimement accepté en tant que planète. En 1783, Herschel lui-même le reconnaît auprès du président de la Royal Society, Joseph Banks : « D'après l'observation des astronomes les plus éminents d'Europe, il semble que la nouvelle étoile, que j'ai eu l'honneur de leur signaler en mars 1781, est une planète primaire de notre Système solaire »,. Le roi d'Angleterre George III récompense Herschel de sa découverte en lui attribuant une rente annuelle de 200 £ (
soit 24 000 £ en 2025), à condition qu’il s’installe à Windsor afin que la famille royale puisse regarder à travers ses télescopes. Cette pension permet à Herschel d'arrêter son travail de musicien et de se consacrer pleinement à sa passion pour l'astronomie,. Il a ensuite un fils, John Herschel (lui aussi astronome), devient directeur de la Royal Astronomical Society en 1820 puis meurt en 1822 à près de 84 ans — ce qui correspond à la période de révolution d'Uranus, coïncidence notée par Ellis D. Miner.
En conséquence, cette découverte permet d'élargir les limites connues du Système solaire pour la première fois de l'Histoire — là où Saturne marquait auparavant la limite — et fait d'Uranus la première planète classée comme telle à l'aide d'un télescope.

### Appellation

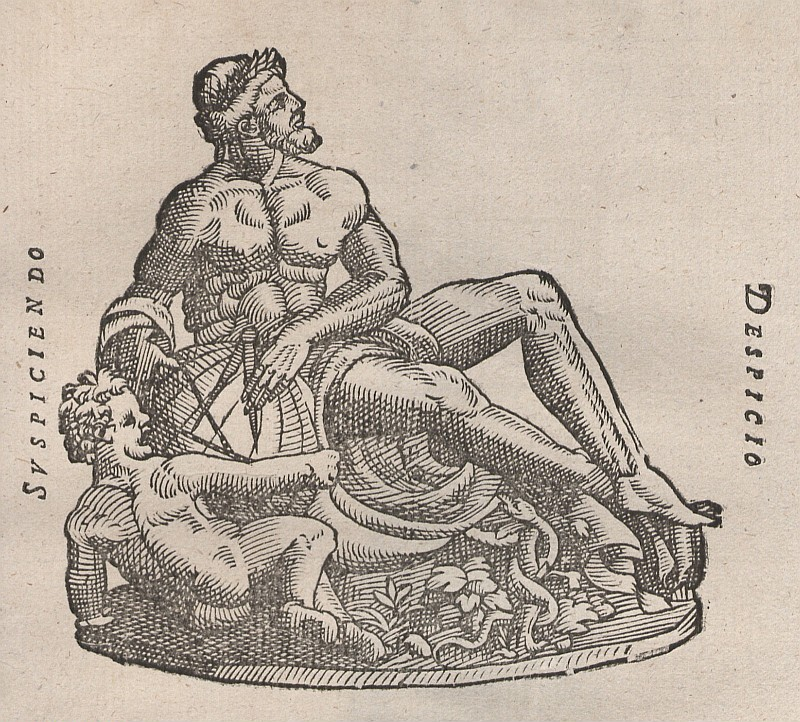
Uranus, dieu romain du ciel.

Le nom d'Uranus fait référence à la divinité grecque du ciel Ouranos (grec ancien : Οὐρανός, Uranus en mythologie romaine), le père de Cronos (Saturne) et grand-père de Zeus (Jupiter),. La forme adjectivale d'Uranus est « uranien » mais l'adjectif « ouranien » est aussi parfois utilisé comme dans astéroïde ouranocroiseur.
Le consensus sur son nom n'est atteint que près de 70 ans après la découverte de la planète. Au cours des discussions originales qui suivent la découverte, Nevil Maskelyne propose à Herschel de nommer la planète, ce droit lui revenant en tant que découvreur,. En réponse à la demande de Maskelyne, Herschel décide de nommer l'objet Georgium Sidus (« l'étoile de George » ou la « planète géorgienne »), en l'honneur de son nouveau mécène, le roi George III,. Il explique cette décision dans une lettre à Joseph Banks en déclarant que dans l'Antiquité, les planètes étaient nommées d'après les noms des divinités principales et que dans l'ère actuelle, il ne serait guère admissible selon lui d'avoir recours à la même méthode pour nommer ce nouveau corps céleste. Aussi, l'important pour le désigner est de savoir quand il a été découvert : « le nom de Georgium Sidus se présente à moi comme une appellation permettant de fournir l'information du pays et de l'époque où et quand la découverte a été faite »,,.
Cependant, le nom proposé par Herschel n'est pas populaire en dehors de la Grande-Bretagne et des alternatives sont rapidement proposées. L'astronome français Jérôme Lalande suggère par exemple que la planète soit nommée Herschel en l'honneur de son découvreur. L'astronome suédois Erik Prosperin propose le nom de Neptune, ce qui est alors soutenu par d'autres astronomes car cela permettrait également de commémorer les victoires de la flotte de la Royal Navy au cours de la guerre d'indépendance États-Unis ; des propositions similaires telles que Neptune George III ou Neptune Great-Britain sont également avancées.
Dès 1781, Johann Bode propose Uranus, la version latinisée du dieu grec du ciel, Ouranos,,. Bode fait valoir que le nom devrait suivre la mythologie afin de ne pas se démarquer de ceux des autres planètes, et qu'Uranus est un nom approprié en tant que père de la première génération des Titans. Il note aussi l'élégance du nom en ce que, tout comme Saturne était le père de Jupiter, la nouvelle planète devrait être nommée d'après le père de Saturne. En 1789, Martin Klaproth, compatriote et plus tard collègue de Bode à l'Académie royale des sciences de Suède, nomme l'élément chimique qu'il vient de découvrir uranium pour appuyer ce choix de nom,. Finalement, la suggestion de Bode devient la plus largement utilisée et est reconnue universelle en 1850 lorsque le HM Nautical Almanac Office, dernier à toujours utiliser Georgium Sidus, délaisse le nom proposé par Herschel pour Uranus.
Uranus possède une variété de traductions dans d'autres langues. Par exemple, en chinois, japonais, coréen et vietnamien, son nom est littéralement traduit par « étoile du roi du ciel » (天王星 ),,,. En hawaïen, son nom est Heleʻekala, un emprunt pour le découvreur Herschel,.

### Après la découverte

#### Astronomie

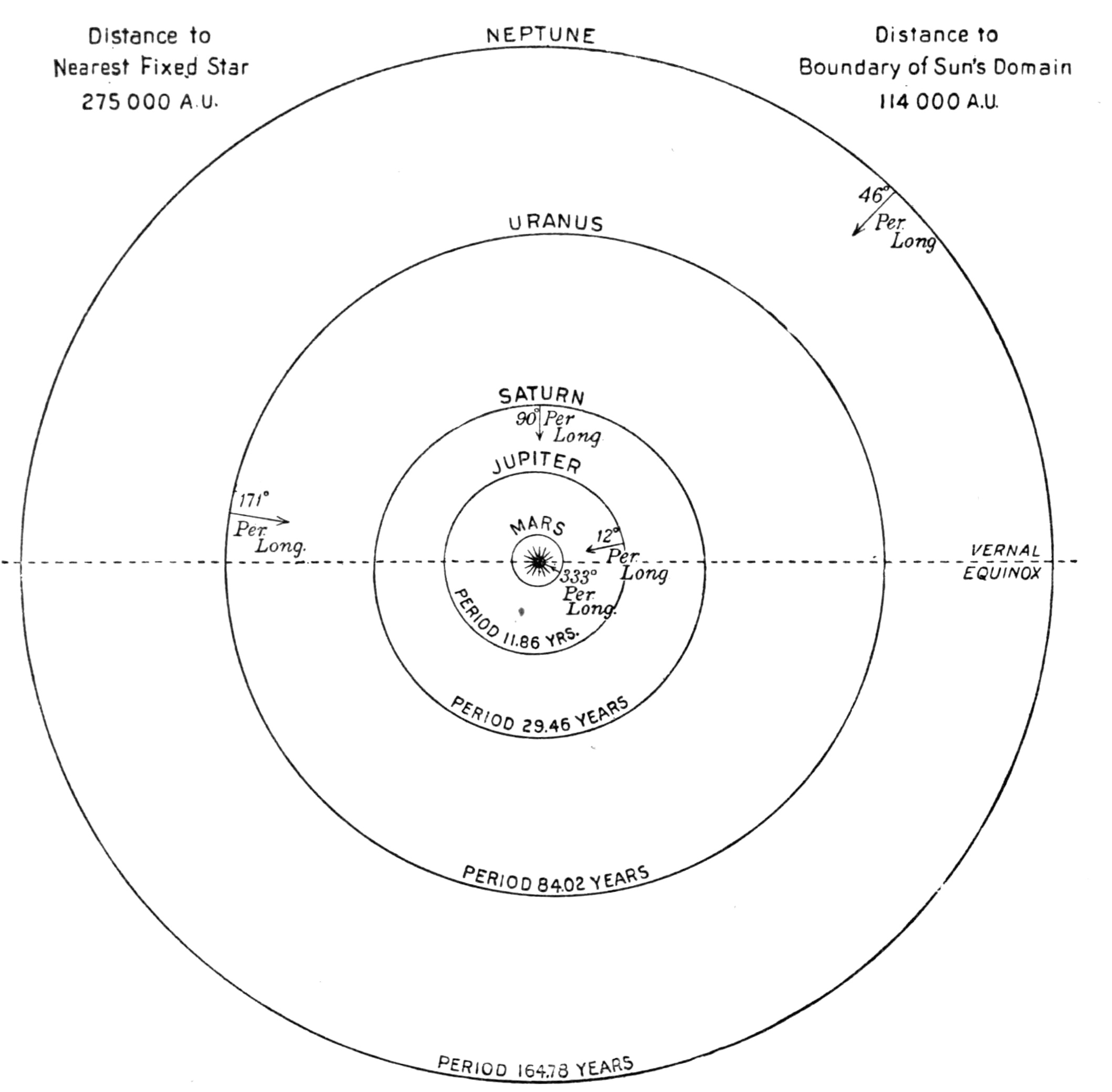
Dessin du Système solaire par Percival Lowell en 1903.

Au XIXe siècle et XXe siècle, il est très difficile d'observer correctement la surface d'Uranus à cause de sa distance avec la Terre. En 1937, les scientifiques fixent par spectroscopie et photométrie à 10 heures la rotation de la planète, qui était alors déjà vue comme rétrograde.
En 1948, Gerard Kuiper découvre Miranda, le plus petit et le dernier des cinq grands satellites sphériques — dits majeurs — d'Uranus, à l'observatoire McDonald,.
Le 10 mars 1977, les anneaux d’Uranus sont découverts, par hasard, par les astronomes James L. Elliot, Edward W. Dunham et Douglas J. Mink, embarqués à bord de l'observatoire aéroporté Kuiper. Les astronomes souhaitent utiliser l’occultation de l’étoile SAO 158687 par Uranus pour étudier l’atmosphère de la planète. Or l’analyse de leurs observations met en évidence que l'étoile a été brièvement masquée à cinq reprises, avant et après l’occultation par Uranus ; les trois astronomes concluent à la présence d’un système d’anneaux planétaires étroits,. Dans leurs articles, ils désignent les cinq occultations observées par les cinq premières lettres de l'alphabet grec : α, β, γ, δ et ε ; ces désignations sont ensuite réutilisées pour nommer les anneaux. Peu de temps après, Elliot, Dunham et Mink découvrent quatre autres anneaux : l'un d'eux est situé entre les anneaux β et γ et les trois autres à l’intérieur de l’anneau α. Le premier est nommé η et les autres 4, 5 et 6, selon le système de numérotation des occultations adopté lors de la rédaction d'un autre article. Le système d’anneaux d’Uranus est le second découvert dans le Système solaire, après celui de Saturne connu depuis le XVIIe siècle.

#### Astrologie
Le monde astrologique a eu besoin d'un certain temps pour intégrer Uranus dans son symbolisme (et encore, selon l'astrologie traditionnelle, seuls les sept premiers astres visibles à l'œil nu sont importants). Ainsi la formulation prototypique des significations astrologiques de l'astre date de 33 ans après sa découverte : dans The Urania en 1814, par J. Corfield. Effectivement, comme le rappelle le spécialiste de l'histoire de l'astrologie Jacques Halbronn, cette découverte inattendue a fait voler en éclats les dignités planétaires héritées de Claude Ptolémée. Le système des maîtrises des planètes sur les signes est central en astrologie. En effet, à la suite de Jean-Baptiste Morin de Villefranche, les astrologues basent leur système d'interprétation sur « l'articulation des maisons astrologiques par le truchement des maîtrises ». Ptolémée avait attribué deux maîtrises pour Mercure, Vénus, Mars, Jupiter, Saturne, et une seule maîtrise pour la Lune et le Soleil, soit douze maîtrises de signes astrologiques au total, autant que les signes. Cela correspondait à un nombre traditionnel de sept (d'où le nom de Septénaire astrologique) astres visibles à l'œil nu, en incluant les deux luminaires Soleil et Lune. Avec la découverte d'Uranus, tout ce savant dispositif s'écroulait : qu'Uranus se voie attribuer deux maîtrises ou une seule, il y aurait doublon(s). Certains ont affirmé qu'étant invisible, Uranus n'avait pas de trône, soit une exception de taille à la théorie.

## Caractéristiques physiques

### Masse et diamètre

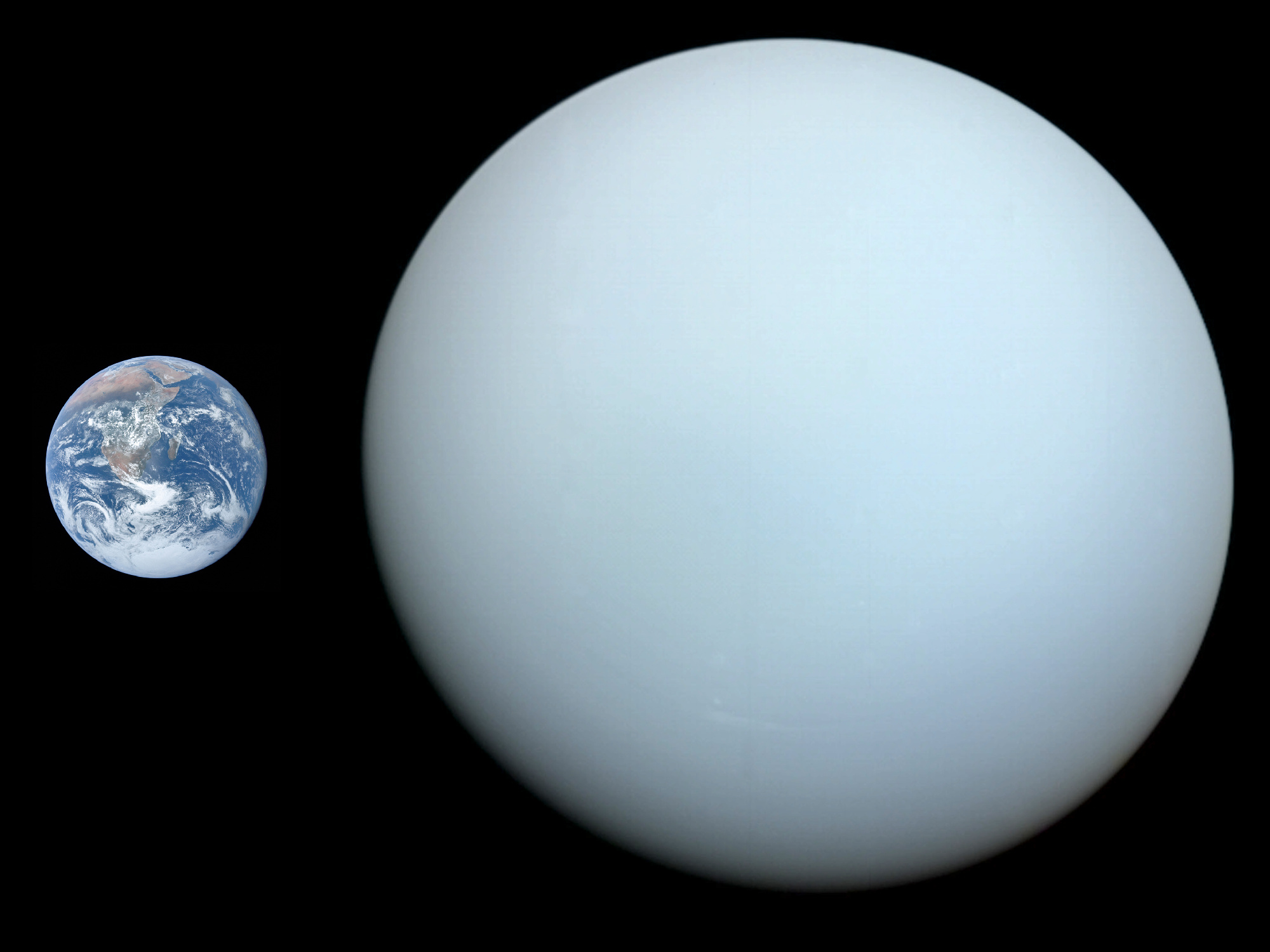
Comparaison de taille entre la Terre et Uranus.

Avec une masse de 8,681 × 1025 kg,, Uranus est un corps intermédiaire entre la Terre et les géantes gazeuses de grande taille comme Jupiter ou Saturne. En effet, la masse uranienne vaut 14,5 fois la masse terrestre mais 1/22 de la masse jovienne,,.
Par convention, la forme de la planète est définie par un modèle d'ellipsoïde de révolution où la « surface » est définie comme l'endroit où la pression atmosphérique est égale à 1 bar (100 000 Pa) et est utilisée comme point de référence pour les altitudes,. Son rayon équatorial est de 25 559 km et son rayon polaire de 24 973 km, ce dernier étant plus faible du fait de l'aplatissement causé par la rotation de la planète. Sa gravité à 1 bar est de 8,87 m/s2, soit 90 % de la gravité de surface sur Terre,.
Comme Uranus est légèrement moins massive que Neptune (cette dernière possédant une masse de 1,024×1026 kg), elle est légèrement plus grande en raison de la compression gravitationnelle (49 528 km de diamètre pour Neptune contre 51 118 km pour Uranus), avec un rayon d'à peu près quatre fois le rayon terrestre,.
Par ailleurs, Neptune et Uranus sont souvent considérées comme une sous-classe des planètes géantes, appelées « géantes de glaces », en raison de leur taille plus petite et de leur plus forte concentration de substances volatiles par rapport à Jupiter et Saturne. Dans le cadre de la recherche d'exoplanètes, Uranus est parfois utilisée comme métonymie pour décrire les corps découverts ayant une masse similaire ; l'appellation « Neptunes » reste cependant plus courante, par exemple les Neptunes chaudes ou froides,.

### Structure interne

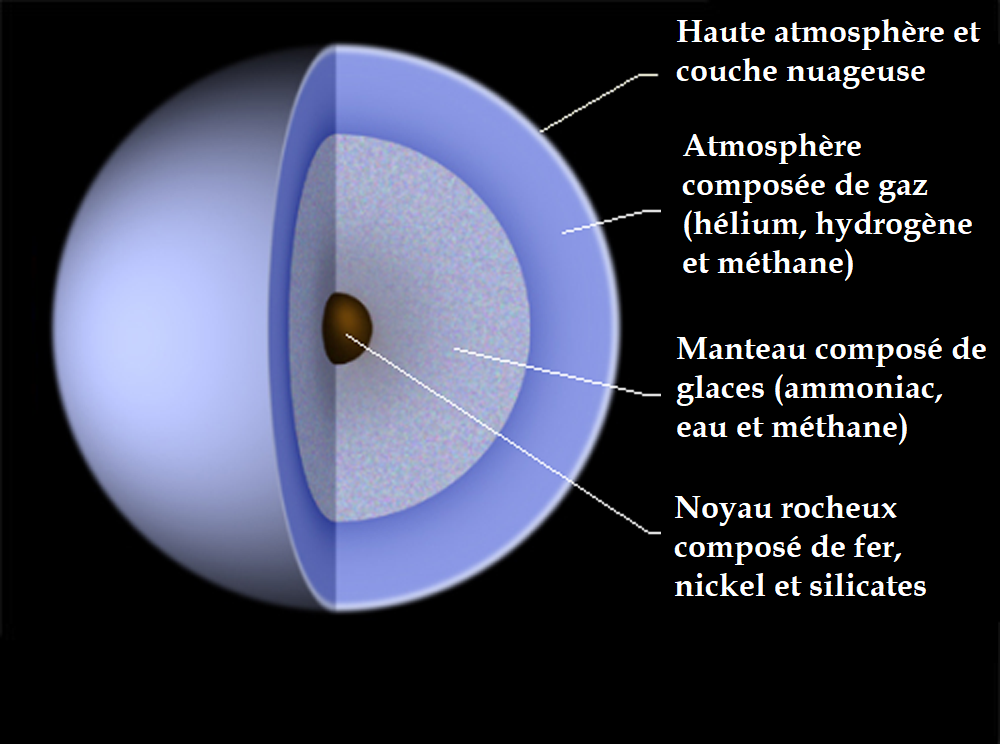
Composition d'Uranus.

La masse volumique d'Uranus, 1,27 g/cm3, en fait la deuxième planète la moins dense, après Saturne,. Cette valeur indique qu'elle est composée principalement de diverses glaces, telles que l'eau, l'ammoniac et le méthane, de façon similaire à Neptune,. La masse totale de glace à l'intérieur d'Uranus n'est pas connue avec précision, car les valeurs diffèrent selon le modèle choisi. Cependant, cette valeur doit être comprise entre 9,3 et 13,5 masses terrestres,. L'hydrogène et l'hélium ne constituent quant à eux qu'une petite partie du total, avec entre 0,5 et 1,5 masse terrestre, en proportions identiques à celles trouvées au sein du Soleil,,. Le reste de la masse non glacée (0,5 à 3,7 masses terrestres) est représenté par des matériaux rocheux.
Le modèle standard de la structure d'Uranus se décompose en trois couches : un noyau rocheux (silicate, fer et nickel) au centre, un manteau glacé au milieu puis une enveloppe externe d'hydrogène et d'hélium gazeux,. Le noyau est relativement petit, avec une masse de seulement 0,55 masse terrestre et un rayon inférieur à 20 % de la planète, soit environ la taille de la Terre. Le manteau comprend l'essentiel de sa masse pour 60 % du rayon, et la haute atmosphère les 20 % restants pour 0,5 masse terrestre,. Avec une masse volumique du noyau d'Uranus d'environ 4,42 g/cm3, la pression au centre serait d'environ 5,8 Mbar (580 GPa) — un peu moins du double que celle au centre de la Terre — et la température de l'ordre de grandeur de 5 000 K (4 727 °C),.
Comme il est d'usage en planétologie, le manteau est qualifié de glacé même s'il s'agit d'un fluide chaud et dense composé d'eau, d'ammoniac et d'autres substances volatiles,. Ce fluide, à haute conductivité électrique, est parfois appelé « océan eau-ammoniac ». En 1981, des études théoriques et des expériences réalisées par compression laser conduisent Marvin Ross, du laboratoire national Lawrence Livermore, à proposer que cette couche soit totalement ionisée, et que le méthane y soit pyrolysé en carbone sous forme de métal ou de diamant. Le méthane se décompose en carbone et en hydrocarbures du fait des très fortes pressions et températures y régnant,. Ensuite, la précipitation du carbone libère de l'énergie — énergie potentielle gravitationnelle convertie en chaleur — entraînant des courants de convection qui libèrent les hydrocarbures dans l'atmosphère. Ce modèle expliquerait la présence d'hydrocarbures divers dans l'atmosphère d'Uranus,.
En 2017, de nouvelles expériences simulant les conditions présumées régner vers 10 000 km sous la surface d'Uranus et de Neptune viennent conforter ce modèle en produisant des diamants de taille nanométrique. Ces conditions de hautes température et pression ne peuvent pas être maintenues plus d'une nanoseconde sur Terre mais, dans les atmosphère de Neptune ou d'Uranus, les nano-diamants auraient le temps de croître pour donner des pluies de diamants,,. Il est également supposé que ce type de pluies de diamants se produise sur Jupiter et Saturne. Aussi, le sommet du manteau pourrait être un océan de carbone liquide où les « diamants » solides flotteraient,,. Certaines études appuient l'hypothèse selon laquelle le manteau serait constitué d'une couche d'eau ionique dans laquelle les molécules d'eau se décomposeraient en ions hydrogène et oxygène, et plus profondément en eau superionique, dans laquelle l'oxygène cristallise mais les ions hydrogène flottent librement dans le réseau d'oxygène. Cependant d'autres études tendent à établir que la présence de carbone (sous forme de méthane), ne permettrait pas la formation d'eau superionique (et plus précisément de cristaux d’oxygène).
Bien que le modèle considéré ci-dessus soit raisonnablement standard, il n'est pas unique et d'autres modèles sont également envisagés. Par exemple, il se pourrait qu'il y ait des quantités substantielles d'hydrogène et de roches mélangées dans le manteau de glace, faisant que la masse totale de glaces supposée soit supérieure à la réalité. Les données actuellement disponibles, provenant quasiment uniquement du survol de Voyager 2, ne permettent pas d'avoir de certitude en la matière.

### Chaleur interne
La chaleur interne d'Uranus semble nettement inférieure à celle des autres planètes géantes, y compris Neptune qui a pourtant une masse et une composition similaire. En effet, si Neptune irradie 2,61 fois plus d'énergie dans l'espace qu'elle n'en reçoit du Soleil, Uranus ne rayonne pratiquement pas de chaleur en excès : la puissance totale rayonnée par Uranus dans la partie infrarouge lointain du spectre est de 1,06 ± 0,08 fois l'énergie solaire absorbée dans son atmosphère,,. Cette différence de chaleur interne entre les deux planètes glacées explique la plus forte activité climatique et les vents plus rapides présents sur Neptune. En fait, le flux de chaleur d'Uranus est seulement de 0,042 ± 0,047 W/m², ce qui est plus bas que le flux de chaleur interne de la Terre qui est d'environ 0,075 W/m2. La température la plus basse enregistrée dans la tropopause d'Uranus est de 49 K (−224 °C), faisant d'Uranus la planète la plus froide du Système solaire,.
L'une des hypothèses pour expliquer cet écart avec Neptune est qu'Uranus aurait été frappée par un impacteur ; en conséquence, elle aurait expulsé la majeure partie de sa chaleur primordiale et se serait finalement retrouvée avec une température centrale plus faible. Cette hypothèse d'impact est également celle utilisée dans certaines tentatives d'explication de l'inclinaison axiale particulière de la planète,. Une autre hypothèse est qu'il existe une forme de barrière dans les couches supérieures d'Uranus qui empêcherait la chaleur du noyau d'atteindre la surface. Par exemple, la convection peut avoir lieu dans un ensemble de couches de composition différente, ce qui pourrait inhiber la conduction thermique verticale ou faire apparaître une convection diffusive double qui pourrait être un facteur limitant.
Il est cependant difficile d'expliquer simultanément le manque de chaleur interne d'Uranus tout en observant sa similitude apparente avec Neptune. Il est aussi possible que les activités atmosphériques sur les deux géantes glacées soient plus dépendantes de l'irradiation solaire que de la quantité de chaleur s'échappant de leur intérieur.

### Atmosphère

Atmosphère d'Uranus prise par le programme en (OPAL).

Bien qu'il n'y ait pas de surface solide définie à l'intérieur d'Uranus, la partie la plus externe de l'enveloppe gazeuse d'Uranus est appelée son atmosphère. L'atmosphère uranienne peut être divisée en trois couches : la troposphère, entre -300 et 50 km avec des pressions allant de 100 à 0,1 bar, puis la stratosphère, de 50 à 4 000 km et des pressions allant de 0.1 à 10−10 bar, puis la thermosphère, s'étendant de 4 000 km jusqu'à 50 000 km de la surface — soit près de deux rayons planétaires depuis la surface à 1 bar.

#### Composition
L’atmosphère d'Uranus, comme celle de Neptune, est différente de celles trouvées sur les deux géantes gazeuses, Jupiter et Saturne. Bien que principalement composée comme elles d'hydrogène et d'hélium, elle possède en effet une plus grande proportion de substances volatiles telles que l'eau, l'ammoniac et le méthane,. Par ailleurs, ce dernier ayant des bandes d'absorption proéminentes dans le visible et le proche infrarouge (IR), il est la cause de la couleur aigue-marine ou cyan de la planète. Des traces de divers hydrocarbures se trouvent dans la stratosphère d'Uranus, qui pourraient être produits à partir du méthane par photolyse induite par le rayonnement solaire ultraviolet. Parmi eux, et hormis le méthane, on trouve notamment l'éthane, l'acétylène, le méthylacétylène et le diacétylène. La spectroscopie révèle aussi des traces de vapeur d'eau, de monoxyde de carbone et de dioxyde de carbone dans la haute atmosphère, qui ne peuvent provenir que de sources externes telles que des comètes,,.

#### Troposphère
La troposphère est la partie la plus basse et la plus dense de l'atmosphère, se caractérisant par une diminution de la température avec l'altitude. La température tombe d'environ 320 K (47 °C) à −300 km (base de la troposphère) à 53 K (−220 °C) à 50 km,. Les températures dans la région supérieure la plus froide de la troposphère (la tropopause) varient de 49 à 57 K en fonction de la latitude planétaire,. La région de la tropopause est responsable de la grande majorité des émissions infrarouges lointaines thermiques d'Uranus, permettant ainsi de déterminer sa température effective de 59,1 K (−214 °C),.
La troposphère est une partie dynamique de l'atmosphère, présentant des vents forts, des nuages brillants et des changements saisonniers.

#### Stratosphère

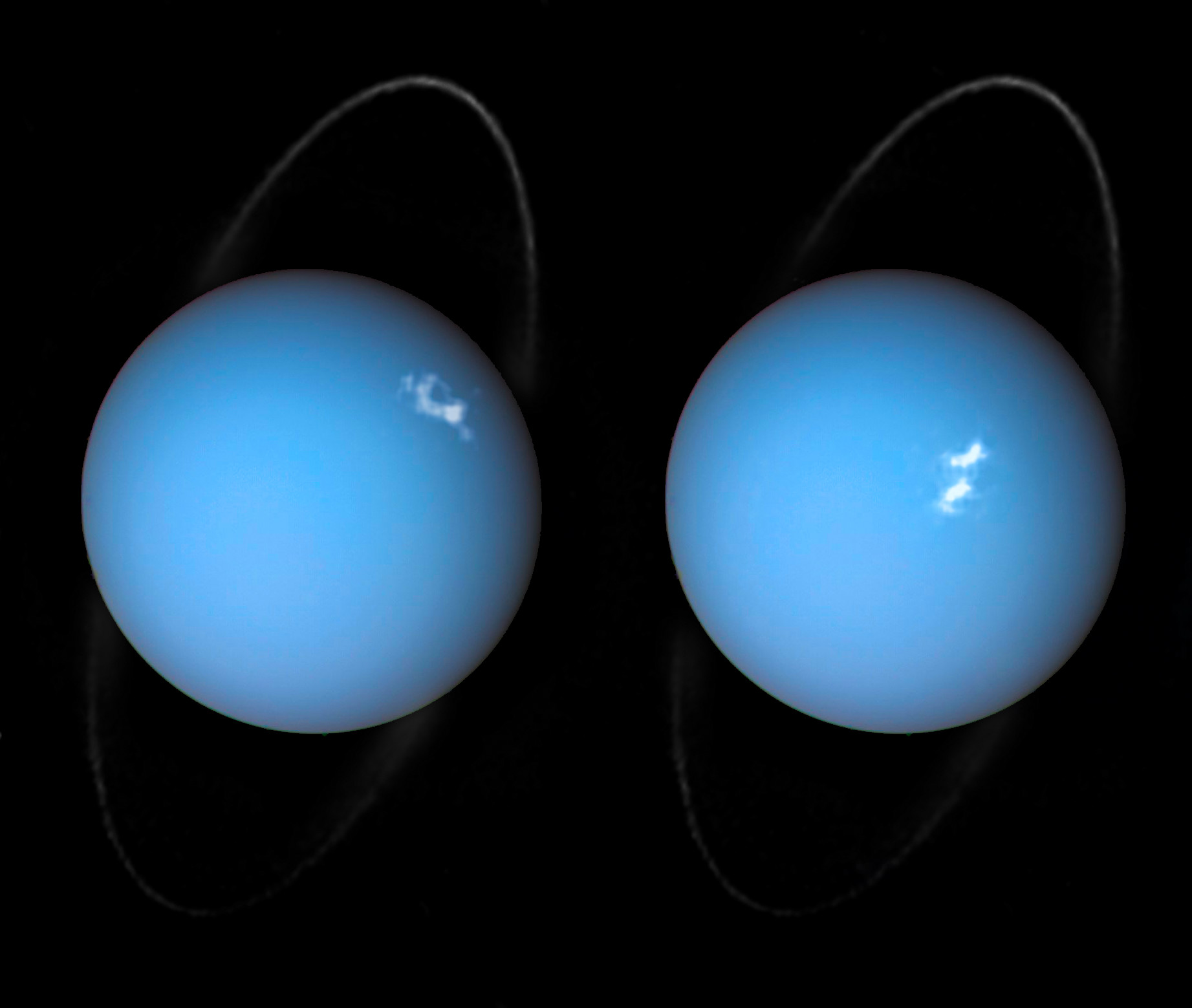
Aurores boréales sur Uranus prises par le spectrographe d'Hubble.

La couche intermédiaire de l'atmosphère uranienne est la stratosphère, où la température augmente généralement avec l'altitude à partir de 53 K à la tropopause jusqu'à entre 800 et 850 K (527 et 577 °C) à la base de la thermosphère. Le réchauffement de la stratosphère est causé par l'absorption des rayons UV et IR solaires par le méthane et d'autres hydrocarbures. La chaleur est également conduite à partir de la thermosphère chaude. Les hydrocarbures occupent une couche relativement étroite à des altitudes comprises entre 100 et 300 km correspondant à une plage de pression de 1000 à 10 Pa et à des températures comprises entre 75 et 170 K (-198 et −103 °C),. L'éthane et l'acétylène ont tendance à se condenser dans la partie inférieure la plus froide de la stratosphère et à la tropopause (en dessous de 10 mbar) en formant des couches de brume, qui peuvent être en partie responsables de l'apparence terne d'Uranus. La concentration d'hydrocarbures dans la stratosphère uranienne au-dessus de la brume est nettement inférieure à celle des stratosphères des autres planètes géantes,.

#### Thermosphère
La couche la plus externe de l'atmosphère uranienne est la thermosphère, qui a une température uniforme d'environ 800 et 850 K (527 et 577 °C),. Les sources de chaleur nécessaires pour maintenir un niveau aussi élevé ne sont pas totalement expliquées, car ni le rayonnement ultraviolet solaire et ni l'activité aurorale ne peuvent fournir l'énergie nécessaire pour atteindre ces températures — cette activité étant bien plus faible que celles de Jupiter ou de Saturne. La faible efficacité de refroidissement due au manque d'hydrocarbures dans la stratosphère au-dessus de 0,1 mbar pourrait cependant contribuer,.
En plus de l'hydrogène moléculaire, la thermosphère contient de nombreux atomes d'hydrogène libres. Leurs faibles masses et leurs températures élevées créent une couronne s'étendant jusqu'à 50 000 km, soit deux rayons uraniens à partir de sa surface. Cette couronne étendue est une caractéristique unique d'Uranus,. Ses effets induisent une traînée sur les petites particules en orbite autour d'Uranus, provoquant un épuisement général de poussière des anneaux d'Uranus. La thermosphère d'Uranus avec la partie supérieure de la stratosphère correspondent à sa ionosphère, s'étendant de 2 000 à 10 000 km. La ionosphère d'Uranus est plus dense que celle de Saturne ou de Neptune, ce qui peut être une conséquence de la faible concentration d'hydrocarbures dans la stratosphère,. La ionosphère est principalement entretenue par le rayonnement solaire UV et sa densité dépend de l'activité solaire.

### Climat
Aux longueurs d'onde ultraviolettes et visibles, l'atmosphère d'Uranus apparaît terne par rapport aux autres planètes géantes. Lorsque Voyager 2 survole Uranus en 1986, la sonde observe un faible total de dix caractéristiques nuages sur toute la planète,. Une explication proposée pour cette pénurie de caractéristiques est que la chaleur interne d'Uranus est nettement inférieure à celle des autres planètes géantes, dont Neptune qui lui ressemble pourtant par ailleurs. La température la plus basse enregistrée à la tropopause d'Uranus est de 49 K (−224 °C), faisant d'Uranus la planète la plus froide du Système solaire,.

#### Structure en bandes

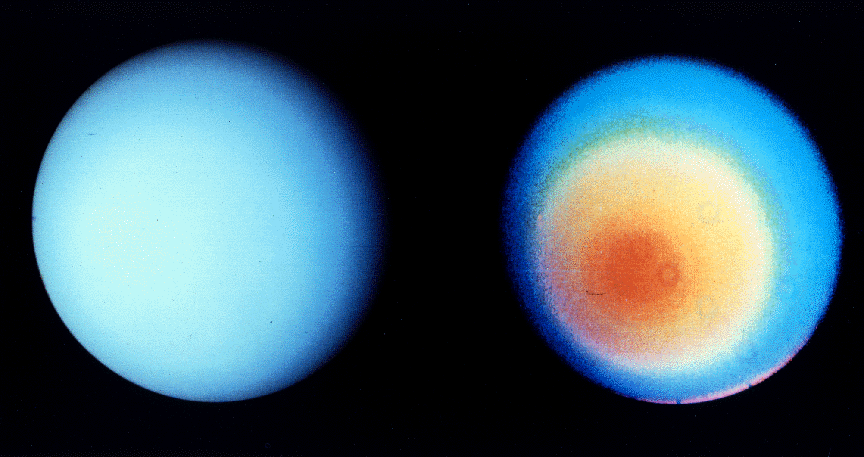
L'hémisphère sud d'Uranus dans une couleur naturelle approximative (à gauche) et dans des longueurs d'onde plus courtes (à droite), montrant ses faibles bandes de nuages et sa calotte atmosphérique (Voyager 2).

En 1986, Voyager 2 découvre que l'hémisphère sud visible d'Uranus peut être subdivisé en deux régions : une calotte polaire brillante et des bandes équatoriales sombres. Leur frontière est située à environ une latitude d'environ -45°. Une bande étroite chevauchant la plage latitudinale de -45 à -50° est la caractéristique la plus brillante sur sa surface visible : elle est appelée le « collier » (collar) du sud,. Il est supposé que la calotte et le collier sont des régions denses de nuages de méthane situés dans la plage de pression de 1,3 à 2 bar. Outre la structure en bandes à grande échelle, Voyager 2 observe dix petits nuages brillants, la plupart se trouvant à plusieurs degrés au nord du collier. À tous autres égards, Uranus ressemble à une planète dynamiquement morte lors de ce survol.
Aussi, Voyager 2 arrive au plus fort de l'été sud d'Uranus et ne peut donc pas observer l'hémisphère nord. Au début du XXIe siècle, lorsque la région polaire nord apparaît, le télescope spatial Hubble et le télescope Keck n'observent initialement ni collier ni calotte polaire dans l'hémisphère nord : Uranus semblait donc asymétrique, lumineuse près du pôle sud et uniformément sombre dans la région au nord du collier sud. Cependant, en 2007, quand Uranus atteint son équinoxe, le collier sud avait presque disparu et un léger collier nord avait quant à lui émergé vers 45° de latitude.

#### Nuages
Dans les années 1990, le nombre de caractéristiques de nuages brillants observés augmente considérablement, en partie grâce à de nouvelles techniques d'imagerie haute résolution. La plupart sont trouvés dans l'hémisphère nord alors qu'il commençait à devenir visible. Il existe des différences entre les nuages de chaque hémisphère : les nuages du nord sont plus petits, plus nets et plus brillants. Aussi, ils semblent se trouver à une altitude plus élevée. 

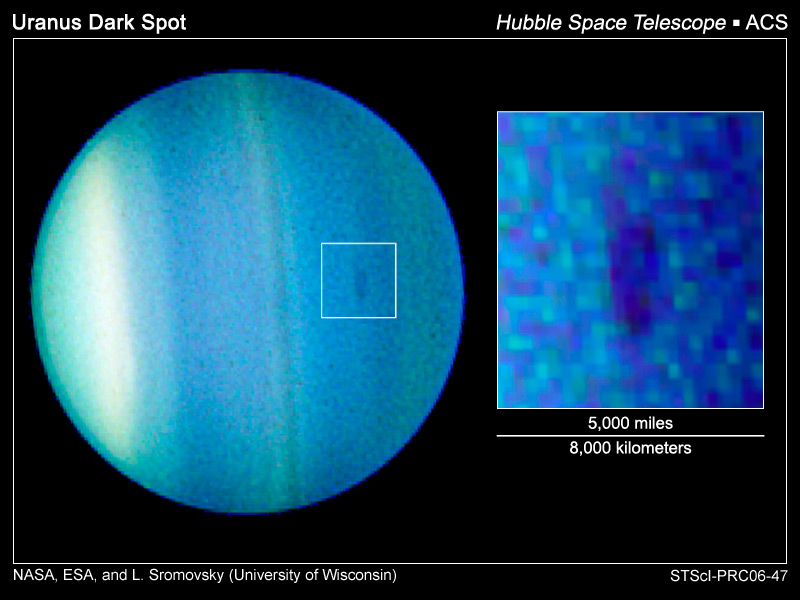
La première tache sombre observée sur Uranus (2006).

La durée de vie des nuages s'étend sur plusieurs ordres de grandeur ; si certains petits nuages vivent pendant quelques heures, au moins un nuage au sud semblait avoir persisté depuis le survol du Voyager 2 vingt ans après,. Des observations plus récentes laissent également à penser que les nuages sur Uranus seraient semblables en certains points à ceux de Neptune. Par exemple, les taches sombres communes sur Neptune n'avaient jamais été observées sur Uranus avant 2006, lorsque la première de ce type — appelée Uranus Dark Spot — est prise en image,. Il est spéculé qu'Uranus deviendrait plus semblable à Neptune lorsque proche de ses équinoxes.
Le suivi des caractéristiques nuageuses permet de déterminer des vents zonaux soufflant dans la haute troposphère d'Uranus. À l'équateur, les vents sont rétrogrades, ce qui signifie qu'ils soufflent dans le sens inverse de la rotation planétaire. Leurs vitesses vont de -360 à −180 km/h,. La vitesse du vent augmente avec la distance de l'équateur, atteignant des valeurs nulles près de ± 20° de latitude, là où se situe la température minimale de la troposphère,. Plus près des pôles, les vents se déplacent dans une direction prograde. La vitesse du vent continue d'augmenter pour atteindre des maxima à 238 m/s (856 km/h) vers ± 60° de latitude avant de tomber à zéro aux pôles,,.

#### Variations saisonnières

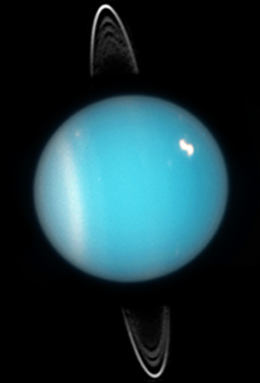
Uranus en 2005 : des anneaux, un collier sud et un nuage brillant dans l'hémisphère nord sont visibles.

Pendant une courte période de mars à mai 2004, de gros nuages apparaissent dans l'atmosphère uranienne, lui donnant une apparence similaire à celle de Neptune,. Les observations comprenaient des vitesses de vent de 229 m/s (824 km/h) et un orage persistant surnommé « feu d'artifice du 4 juillet ». En 2006, la première tache sombre est observée. La raison pour laquelle cette soudaine recrudescence d'activité s'est produite n'est pas entièrement connue, mais il semble que l'inclinaison axiale d'Uranus entraîne des variations saisonnières extrêmes de son climat,.
Il est difficile de déterminer la nature de cette variation saisonnière car des données précises sur l'atmosphère d'Uranus existent depuis moins de 84 ans, soit une année uranienne complète. La photométrie au cours d'une demi-année uranienne (à partir des années 1950) montre une variation régulière de la luminosité dans deux bandes spectrales, les maxima se produisant aux solstices et les minima aux équinoxes. Une variation périodique similaire, avec des maxima aux solstices, est notée dans les mesures par micro-ondes de la troposphère profonde commencées dans les années 1960. Les mesures de la température stratosphérique à partir des années 1970 montrent aussi des valeurs maximales proches du solstice de 1986. Il est supposé que la majorité de cette variabilité se produit en raison de changements dans la géométrie de visualisation.
Il existe quelques indications des changements saisonniers physiques se produisant sur Uranus. En effet, si elle connue pour avoir une région polaire sud brillante et un pôle nord mat, ce qui serait incompatible avec le modèle du changement saisonnier décrit ci-dessus, la planète avait pourtant affiché des niveaux de luminosité élevés lors de son précédent solstice de l'hémisphère nord vers 1946. Le pôle nord n'aurait ainsi pas toujours été aussi sombre et le pôle visible pourrait ainsi s'éclaircir quelque temps avant le solstice et s'assombrir après l'équinoxe. Une analyse détaillée des données visibles et micro-ondes révèle que les changements périodiques de luminosité ne sont pas complètement symétriques autour des solstices, ce qui indique également un changement dans les modèles d'albédo méridien. Dans les années 1990, alors qu'Uranus s'éloigne de son solstice, Hubble et les télescopes au sol révèlent que la calotte polaire sud s'assombrit sensiblement (sauf le collier sud, qui reste brillant), puis l'hémisphère nord commence au début des années 2000 à connaître une activité croissante, comme des formations nuageuses et des vents plus forts allant jusqu'à 238 m/s, renforçant les attentes selon lesquelles cet hémisphère devrait bientôt s'éclaircir,,. Cela s'est effectivement produit en 2007 lorsque la planète passe son équinoxe : un léger collier polaire nord s'est levé et le collier sud est devenu presque invisible, bien que le profil de vent zonal soit resté légèrement asymétrique, les vents du nord étant un peu plus lents que ceux du sud.

### Magnétosphère

Le champ magnétique d'Uranus possède deux caractéristiques remarquables :
- Il est décalé par rapport au centre géographique de la planète.
- Son axe nord-sud est très incliné par rapport à l'axe nord-sud de rotation de la planète.

Avant le survol de Voyager 2, aucune mesure de la magnétosphère uranienne n'avait été réalisée et sa nature était donc inconnue. Avant 1986, les astronomes supposent que le champ magnétique d'Uranus est aligné avec le vent solaire, puisqu'il serait alors aligné avec les pôles, qui sont sur le plan de l'écliptique.
Cependant, les observations de Voyager 2 révèlent que le champ magnétique d'Uranus est particulier, d'une part parce qu'il n'a pas pour origine le centre géométrique de la planète mais est décalé de près de 8 000 km de celui-ci (un tiers du rayon planétaire), et d'autre part parce qu'il penche de 59° par rapport à l'axe de rotation,. Cette géométrie inhabituelle a pour conséquence d'induire une magnétosphère fortement asymétrique, la force du champ magnétique à la surface du pôle sud pouvant être aussi basse que 0,1 gauss (10 µT), alors qu'au pôle nord elle peut atteindre 1,1 gauss (110 µT). Le champ magnétique moyen en surface est de 0,23 gauss (23 µT).
En 2017, des études sur les données de Voyager 2 suggèrent que cette asymétrie amène la magnétosphère d'Uranus à réaliser une reconnexion magnétique avec le vent solaire une fois par jour uranien, ouvrant la planète aux particules du Soleil. En comparaison, le champ magnétique terrestre est à peu près aussi fort à l'un ou l'autre des pôles, et son « équateur magnétique » est à peu près parallèle à son équateur géographique. Le moment magnétique bipolaire d'Uranus vaut environ 50 fois celui de la Terre.
Neptune possède également un champ magnétique penché et déséquilibré de la même manière, ce qui suggère que cela pourrait être une caractéristique commune des géantes de glaces. Une hypothèse est que, contrairement aux champs magnétiques des planètes telluriques et géantes gazeuses, qui sont générés dans leurs noyaux, les champs magnétiques des géantes de glace seraient générés par des mouvements de conducteurs à des profondeurs relativement faibles, par exemple, dans l'océan eau-ammoniac,. Une autre explication possible de l'alignement particulier de la magnétosphère est que des océans de diamant liquide à l'intérieur d'Uranus auraient une incidence sur le champ magnétique.

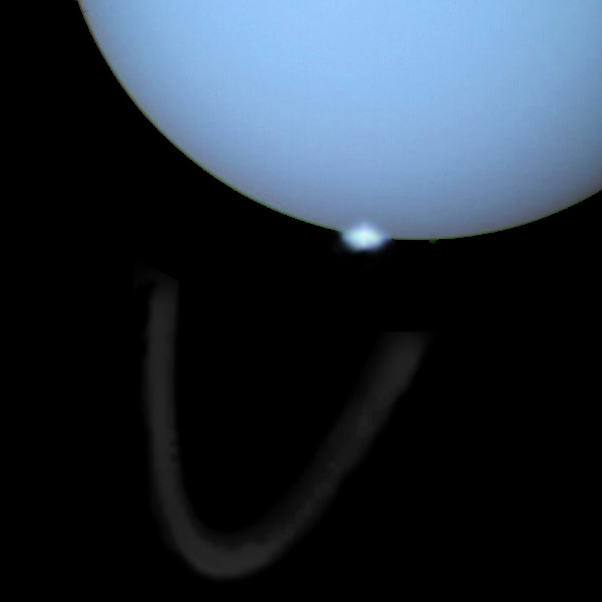
Une aurore boréale d'Uranus face à ses anneaux (Hubble, 2012).

Malgré son étrange alignement, la magnétosphère uranienne est, par bien des aspects, semblable à celle des autres planètes : elle possède un arc de choc à environ 23 rayons planétaires devant elle, une magnétopause à 18 rayons uraniens, une magnétoqueue bien développée et des ceintures de radiation,. Dans l'ensemble, la structure de la magnétosphère d'Uranus est similaire à celle de Saturne. La queue de la magnétosphère d'Uranus est par ailleurs tordue à cause de sa rotation latérale en une forme de long tire-bouchon s’étendant sur des millions de kilomètres derrière elle,.
La magnétosphère d'Uranus contient des particules chargées, avec principalement des protons et des électrons et une petite quantité d'ions H2+ mais aucun ion plus lourd n'a été détecté,. Beaucoup de ces particules proviendraient de la thermosphère. La population de particules est fortement affectée par les lunes uraniennes qui balaient la magnétosphère, laissant des lacunes importantes. Le flux de ces particules est suffisamment élevé pour provoquer une érosion spatiale de leurs surfaces sur une échelle de temps astronomiquement rapide de 100 000 ans. Cela pourrait être la cause de la coloration uniformément sombre des satellites et des anneaux d'Uranus.
Uranus présente des aurores polaires relativement développées, qui apparaissent comme des arcs lumineux autour des deux pôles magnétiques,. Contrairement à Jupiter, les aurores d’Uranus semblent être insignifiantes pour le bilan énergétique de la thermosphère planétaire.
En mars 2020, les astronomes de la NASA signalent la détection d'une grande bulle magnétique atmosphérique, également connue sous le nom de plasmoïde. Elle aurait été libérée dans l'espace par la planète Uranus lors du survol de la planète en 1986, cette découverte ayant été faite après avoir réévalué d'anciennes données enregistrées par la sonde spatiale Voyager 2,.

## Caractéristiques orbitales

### Orbite

Orbite d’Uranus (en rouge) comparée à celles des autres planètes.

La période de révolution d'Uranus autour du Soleil est d'environ 84 années terrestres (30 685 jours terrestres), la seconde plus grande des planètes du Système solaire après Neptune,. L’intensité du flux solaire sur Uranus est d’environ 1/400 de celui reçu par la Terre.
Le demi-grand axe d'Uranus est de 19,218 unités astronomiques, soit environ 2 871 millions de kilomètres. Son excentricité orbitale de 0,046 381 implique que la différence entre sa distance au Soleil à l'aphélie et au périhélie est de 1,8 ua — la plus grande de toutes les planètes du Système solaire.

### Calcul de son orbite

Perturbations de l'orbite d'Uranus dues à la présence de Neptune (schéma non à l'échelle).

En 1821, Alexis Bouvard publie des tables astronomiques de l'orbite d'Uranus. Cependant, avec le temps, des divergences commencent à apparaître entre les orbites prévues et observées et l'astronome français, notant ces perturbations gravitationnelles inexpliquées, conjecture qu'une huitième planète, plus lointaine, pourrait en être la cause. Les astronomes britannique John Couch Adams en 1843 et français Urbain Le Verrier en 1846 calculent indépendamment la position prévue de cette hypothétique planète. Grâce aux calculs de ce dernier, elle est finalement observée pour la première fois le 23 septembre 1846 par l'astronome prussien Johann Gottfried Galle, à un degré de la position prédite,.

### Rotation
La période de rotation des couches intérieures d’Uranus est de 17 heures et 14 minutes,. Cependant, comme toutes les planètes géantes, la haute atmosphère d’Uranus connaît des vents très violents dans la direction de rotation. Le vent à la surface d’Uranus peut atteindre des vitesses de l'ordre de 700 ou 800 km/h vers +60° de latitude et, par conséquent, des parties visibles de son atmosphère se déplacent beaucoup plus vite et effectuent une rotation complète en environ 14 heures.
Son rayon équatorial est de 25 559 km et son rayon polaire de 24 973 km, ce dernier étant plus faible du fait de l'aplatissement causé par la rotation de la planète.

### Inclinaison de l’axe

Uranus de 1986 à 2030, du solstice d'été sud en 1986 à l'équinoxe en 2007 et au solstice d'été nord en 2028.

À la différence de toutes les autres planètes du Système solaire, Uranus présente une très forte inclinaison de son axe par rapport à la normale — perpendiculaire — de l'écliptique. Ainsi, avec une inclinaison axiale de 97,77° — par comparaison l'inclinaison de l'axe terrestre est d'environ 23° — cet axe est quasiment parallèle au plan orbital,. La planète « roule » pour ainsi dire sur son orbite et présente alternativement au Soleil son pôle nord, puis son pôle sud.
Cela crée des changements saisonniers complètement différents de ceux des autres planètes. Près du solstice, un pôle fait face au Soleil en continu et l'autre est tourné vers l'extérieur. Chaque pôle obtient donc environ 42 années d'ensoleillement continu suivies d'autant d'années d'obscurité,. Seule une bande étroite autour de l'équateur connaît un cycle jour-nuit rapide, mais avec le soleil très bas à l'horizon. De l'autre côté de l'orbite d'Uranus, l'orientation des pôles vers le Soleil est inversée. Un résultat de cette orientation d'axe est que, en moyenne sur une année uranienne, les régions polaires d'Uranus reçoivent plus d'énergie solaire que ses régions équatoriales,. Néanmoins, Uranus est plus chaude à son équateur qu'à ses pôles ; le mécanisme en cause de ce résultat contre-intuitif est inconnu mais pourrait être dû à un processus de distribution de la chaleur par le climat,.
Près de l'équinoxe, le Soleil fait face à l'équateur d'Uranus, lui donnant pendant un temps une période de cycles jour-nuit proche de ceux observés sur la plupart des autres planètes. Uranus atteint son équinoxe le plus récent le 7 décembre 2007,.
| Année      | Hémisphère nord       | Hémisphère sud        |
| ---------- | --------------------- | --------------------- |
| 1901, 1985 | Solstice d’hiver      | Solstice d’été        |
| 1923, 2007 | Équinoxe de printemps | Équinoxe d’automne    |
| 1946, 2030 | Solstice d’été        | Solstice d’hiver      |
| 1966, 2050 | Équinoxe d’automne    | Équinoxe de printemps |

Plusieurs hypothèses peuvent expliquer cette configuration particulière de l'axe de rotation de la planète. L'une d'elles décrit la présence d'un satellite ayant provoqué graduellement le basculement d'Uranus par un phénomène de résonance avant d'être éjecté de son orbite,. Une autre thèse avance le fait que le basculement serait dû à au moins deux impacts avec des impacteurs qui se seraient produits avant que les satellites d'Uranus ne se soient formés,. À l'appui de cette thèse, en 2018, plus de cinquante simulations d'impact effectuées avec des super calculateurs concluent à une collision majeure entre une jeune protoplanète et Uranus, au niveau du pôle Nord et à une vitesse de 20 km/s. La protoplanète de roche et de glace aurait fait basculer Uranus avant de se désintégrer et de former une couche de glace sur le manteau. Cette collision aurait relâché une partie de la chaleur interne de la planète, expliquant qu'elle soit la plus froide du Système solaire. Selon une théorie, avancée en 2020 dans la revue ScienceAlert (en), Uranus était dotée dans la passé d’un anneau massif d’au moins 3 fois la masse de son système de satellites, qui se serait désintégré mais aurait fait basculer la planète sur son orbite. 
Lors du survol de la planète par Voyager 2 en 1986, le pôle sud d'Uranus est orienté presque directement vers le Soleil. On peut dire qu’Uranus a une inclinaison légèrement supérieure à 90° ou encore que son axe a une inclinaison légèrement inférieure à 90° et qu’elle tourne alors sur elle-même dans le sens rétrograde. L'étiquetage de ce pôle comme « sud » utilise la définition actuellement approuvée par l'Union astronomique internationale, à savoir que le pôle nord d'une planète ou d'un satellite est le pôle qui pointe au-dessus du plan invariable du Système solaire, quelle que soit la direction dans laquelle la planète tourne,. Ainsi, par convention, Uranus a une inclinaison supérieure à 90° et possède donc une rotation rétrograde, comme Vénus.

### Formation et migration

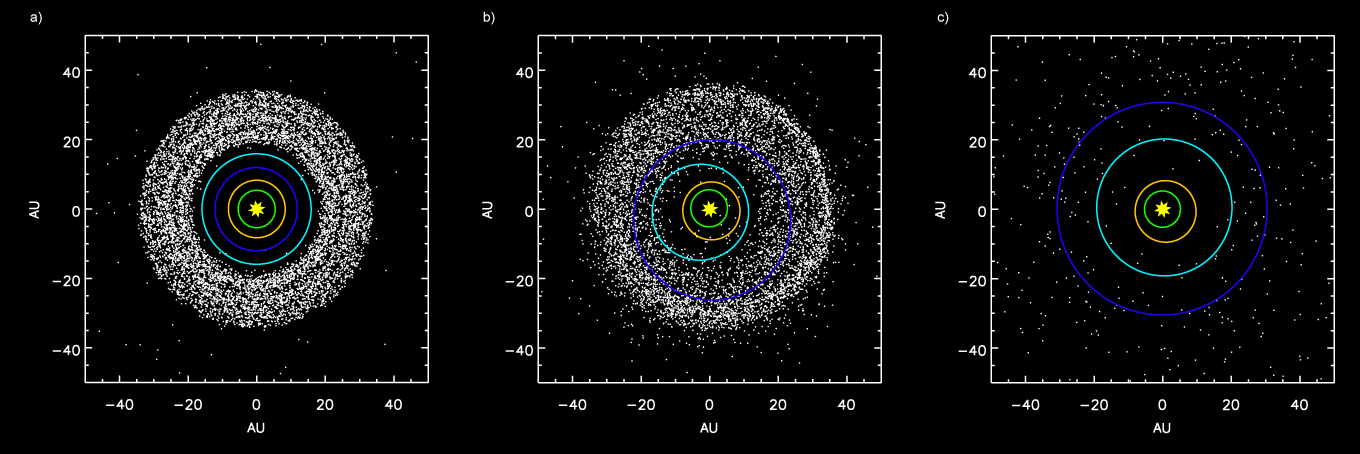
Simulation du modèle de Nice montrant les planètes extérieures et la ceinture de Kuiper :
1. avant que Jupiter et Saturne n'atteignent une résonance de 2:1 ;
2. après la diffusion vers l'intérieur des objets de la ceinture de Kuiper à la suite du déplacement orbital de Neptune ;
3. après éjection des corps dispersés de la ceinture de Kuiper par Jupiter.

La formation des géantes de glaces, Uranus et Neptune, s'avère difficile à modéliser avec précision. Les modèles actuels suggèrent que la densité de matière dans les régions externes du Système solaire est trop faible pour tenir compte de la formation de si grands corps à partir de la méthode traditionnellement acceptée d'accrétion du noyau, aussi appelée modèle d'accrétion de cœur,. Ainsi, diverses hypothèses sont avancées pour expliquer leur apparition.
La première hypothèse est que les géantes de glaces n'ont pas été formées par l'accrétion du noyau, mais à partir d'instabilités dans le disque protoplanétaire d'origine qui ont ensuite vu leur atmosphère soufflée par le rayonnement d'une association OB massive à proximité.
Une autre hypothèse est qu'elles se sont formées plus près du Soleil, où la densité de matière était plus élevée, puis qu'elles ont ensuite réalisé une migration planétaire vers leurs orbites actuelles après le retrait du disque protoplanétaire gazeux. Cette hypothèse de migration après formation est maintenant privilégiée en raison de sa capacité à mieux expliquer l'occupation des populations de petits objets observées dans la région trans-neptunienne,. Le courant le plus largement accepté des explications sur les détails de cette hypothèse est connu sous le nom de modèle de Nice, qui explore l'effet d'une migration d'Uranus et des autres planètes géantes sur la structure de la ceinture de Kuiper,,.

## Cortège d'Uranus

### Lunes

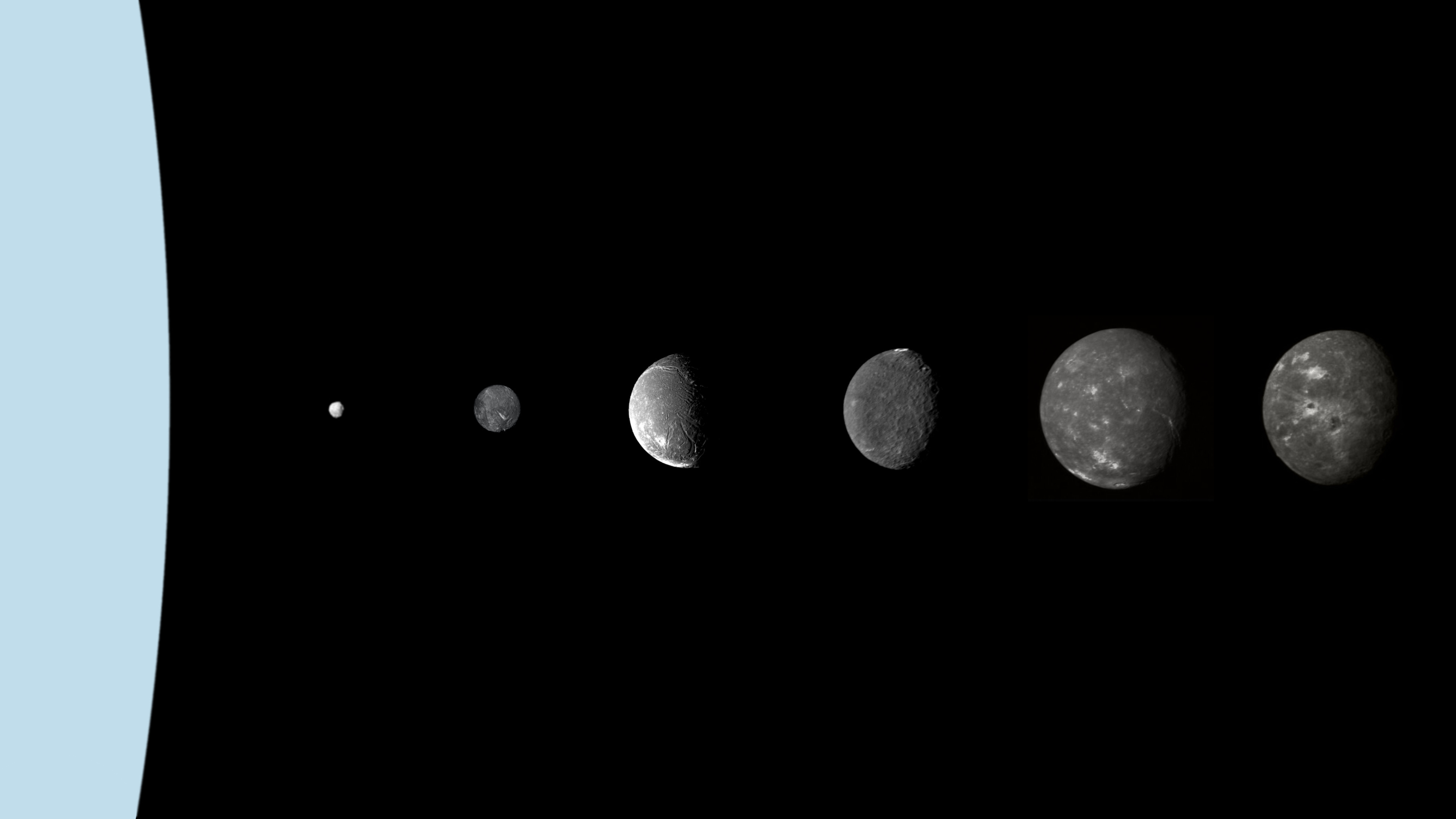
Les six plus grosses lunes d'Uranus ; de gauche à droite : Puck, Miranda, Ariel, Umbriel, Titania et Obéron.

Uranus possède 27 satellites naturels connus,,. Leur masse combinée — ainsi que celle des anneaux, négligeable — représente moins de 0,02 % de la masse de la planète. Les noms de ces satellites sont choisis parmi les personnages des œuvres de Shakespeare et d'Alexandre Pope,.
William Herschel découvre les deux premières lunes, Titania et Obéron, en 1787 — soit six ans après la découverte de la planète,. Elles sont nommées ainsi 65 ans après par son fils John Herschel. Par ailleurs, William Herschel pense en avoir découvert quatre autres les années suivantes mais leur correspondance avec des lunes existantes n'est pas vérifiée. Ces observations ont alors une grande importance car elles permettent notamment d'estimer la masse et le volume de la planète.
William Lassell annonce officiellement la découverte d'Ariel et Umbriel en 1851, résultat d'un travail commun avec William Dawes,. Près d'un siècle plus tard (en 1948), Gerard Kuiper découvre Miranda,. La vingtaine de lunes restantes est découverte après 1985, pour certaines pendant le survol de Voyager 2 et les autres avec des télescopes au sol,.
Les satellites d'Uranus sont divisés en trois groupes : treize satellites intérieurs, cinq satellites majeurs et neuf satellites irréguliers,.

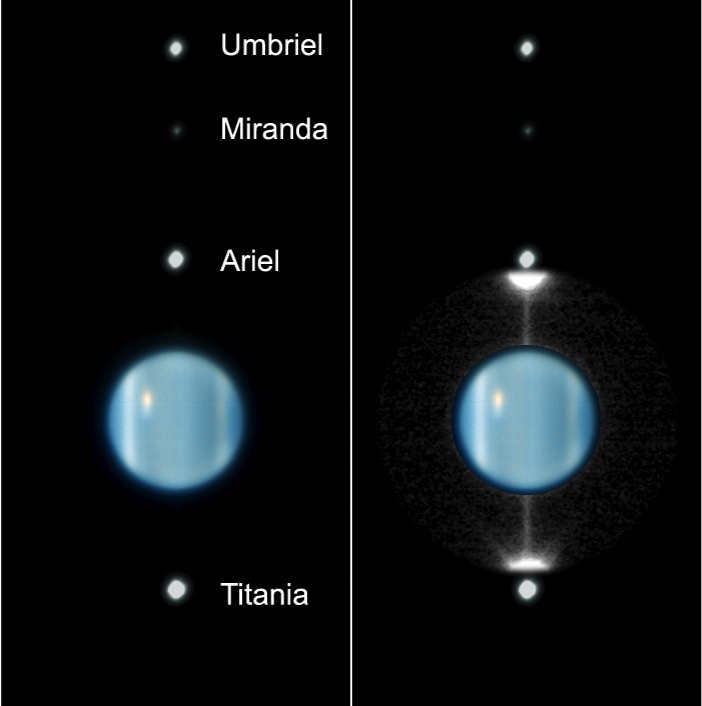
Le système uranien par le TGT.

Les satellites intérieurs sont de petits corps sombres ayant des caractéristiques et une origine communes avec les anneaux de la planète. Leur orbite est située à l'intérieur de celle de Miranda et ils sont fortement liés aux anneaux d'Uranus, certaines lunes ayant probablement causé certains anneaux par fragmentation. Puck est le plus grand satellite intérieur d'Uranus, avec un diamètre de 162 km, et le seul pour lequel les photos prises par Voyager 2 montrent des détails. Parmi les autres satellites intérieurs, on compte par ordre d'éloignement à la planète Cordélia, Ophélie, Bianca, Cressida, Desdémone, Juliette, Portia, Rosalinde, Cupid, Belinda, Perdita et Mab.

Les cinq satellites majeurs — Miranda, Ariel, Umbriel, Titania et Obéron — ont une masse suffisante pour être en équilibre hydrostatique. Tous sauf Umbriel présentent à la surface des signes d'activité interne, tels que la formation de canyons ou du volcanisme. Le plus grand satellite d'Uranus, Titania, est le huitième plus grand du Système solaire, avec un diamètre de 1 578 km, soit un peu moins de la moitié de la Lune pour une masse vingt fois inférieure. La masse combinée des cinq principaux satellites est inférieure à la moitié de celle de Triton (le plus grand satellite naturel de Neptune) seul,. Ils ont des albédos géométriques relativement bas, allant de 0,21 pour Umbriel à 0,39 pour Ariel — qui ont par ailleurs respectivement la plus ancienne et la plus jeune surface des satellites majeurs,. Ce sont des conglomérats de glace et de roche composés d'environ 50 % de glace (ammoniac et dioxyde de carbone) et de 50 % de roche, de façon similaire aux satellites glacés de Saturne,. Seule Miranda semble principalement composée de glace et possède des canyons d'une profondeur de 20 km, des plateaux et des variations chaotiques de ses caractéristiques de surface uniques dans le Système solaire,,. L'activité géologique passée de Miranda aurait été entraînée par un réchauffement par effet de marée à un moment où son orbite était plus excentrique qu'actuellement, probablement en raison d'une ancienne résonance orbitale 3:1 avec Umbriel,. 

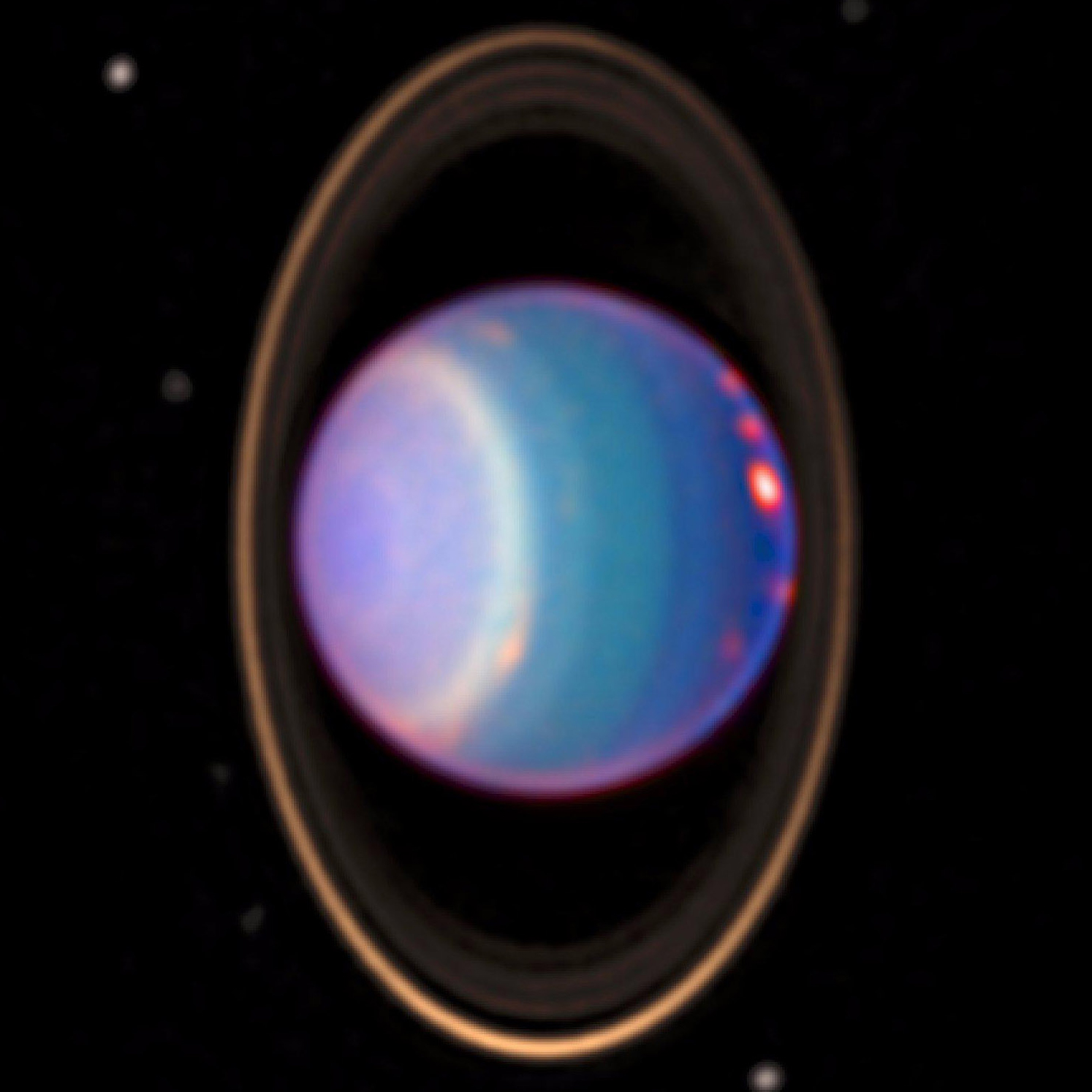
Image proche infrarouge en fausses couleurs d'Uranus en 1998 montrant ses bandes de nuages, ses anneaux et ses lunes par la caméra NICMOS du télescope spatial Hubble.

Les satellites irréguliers d'Uranus ont des orbites elliptiques et fortement inclinées (en majorité rétrogrades), et orbitent à de grandes distances de la planète,. Leur orbite se situe au-delà de celle d'Obéron, la grande lune la plus éloignée d'Uranus. Ils ont probablement tous été capturés par Uranus peu après sa formation. Leur diamètre est compris entre 18 km pour Trinculo et 150 km pour Sycorax. Margaret est le seul satellite irrégulier d'Uranus connu ayant une orbite prograde. C'est également un des satellites du Système solaire ayant l'orbite la plus excentrique avec 0,661, bien que Néréide, une lune de Neptune, ait une excentricité moyenne plus élevée avec 0,751. Les autres satellites irréguliers sont Francisco, Caliban, Stephano, Prospero, Setebos et Ferdinand.

### Anneaux planétaires

Schéma du système d’anneaux et des lunes d’Uranus. Les lignes continues sont les anneaux et celles en pointillés les orbites des lunes.

Uranus possède un système de treize anneaux planétaires connus, le système d'anneaux d'Uranus étant moins complexe que celui de Saturne, mais plus élaborés que ceux de Jupiter ou de Neptune,.
William Herschel décrit la présence possible d'anneaux autour d'Uranus en 1787 et 1789. Cette observation est généralement considérée comme douteuse, car les anneaux sont sombres et ténus et, dans les deux siècles suivants, aucun n'a été noté par d'autres observateurs. Pourtant, Herschel fait une description précise de la taille de l'anneau epsilon, de son angle par rapport à la Terre, de sa couleur rouge et de ses changements apparents alors qu'Uranus orbitait autour du Soleil,. Le système d'anneau est découvert de façon explicite le 10 mars 1977 par James L. Elliot, Edward W. Dunham et Jessica Mink à l'aide du Kuiper Airborne Observatory. La découverte est fortuite car ils prévoyaient d'utiliser l'occultation de l'étoile SAO 158687 par Uranus pour étudier son atmosphère. Lorsque de l'analyse de leurs observations, ils découvrent que l'étoile avait brièvement disparu cinq fois avant et après sa disparition derrière Uranus, les faisant conclure à l'existence d'un système d'anneau autour d'Uranus. Il s'agit alors du deuxième système d'anneaux planétaires découvert après celui de Saturne. Deux autres anneaux sont découverts par Voyager 2 entre 1985 et 1986 par observation directe.
| Nom | Distance (km) | Largeur (km) |
| --- | ------------- | ------------ |
| ζ   | 39 600        | 3 500        |
| 6   | 41 840        | 1 à 3        |
| 5   | 42 230        | 2 à 3        |
| 4   | 42 580        | 2 à 3        |
| α   | 44 720        | 7 à 12       |
| β   | 45 670        | 7 à 12       |
| η   | 47 190        | 0 à 2        |
| γ   | 47 630        | 1 à 4        |
| δ   | 48 290        | 3 à 9        |
| λ   | 50 024        | 2 à 3        |
| ε   | 51 140        | 20 à 100     |
| ν   | 67 300        | 3 800        |
| μ   | 97 700        | 17 800       |

En décembre 2005, le télescope spatial Hubble détecte une paire d'anneaux auparavant inconnus. Le plus grand est situé deux fois plus loin d'Uranus que les anneaux précédemment connus. Ces nouveaux anneaux sont si éloignés d'Uranus qu'ils sont appelés le système d'anneaux « extérieur ». Hubble repère également deux petits satellites, dont l'un, Mab, partage son orbite avec l'anneau nouvellement découvert le plus externe. En avril 2006, des images des nouveaux anneaux par l'observatoire de Keck révèlent leurs couleurs : le plus extérieur est bleu et l'autre rouge. Une hypothèse concernant la couleur bleue de l'anneau externe est qu'il est composé de minuscules particules de glace d'eau issues de la surface de Mab qui sont suffisamment petites pour diffuser la lumière bleue.
Leurs distances au centre d'Uranus vont de 39 600 km pour l’anneau ζ à environ 98 000 km pour l’anneau µ. Si les dix premiers anneaux d’Uranus sont fins et circulaires, le onzième, l’anneau ε, est plus brillant, excentrique et plus large, s'étendant de 20 km au point le plus proche de la planète à 98 km au point le plus éloigné. Il est encadré par deux lunes « bergères », assurant sa stabilité, Cordélia et Desdémone. Les deux derniers anneaux sont très nettement plus éloignés, l’anneau μ se situant deux fois plus loin que l’anneau ε. Il existe probablement de faibles bandes de poussière et des arcs incomplets entre les anneaux principaux. Ces anneaux sont très sombres : l’albédo de Bond des particules les composant ne dépasse pas 2 %, ce qui les rend très peu visibles. Ils sont probablement composés de glace et d'éléments organiques noircis par le rayonnement de la magnétosphère. Au regard de l'âge du Système solaire, les anneaux d’Uranus seraient assez jeunes : leur durée d'existence ne dépasserait pas 600 millions d’années et ils ne se sont donc pas formés avec Uranus,. La matière formant les anneaux a probablement déjà fait partie d'une lune — ou de lunes — qui aurait été brisée par des impacts à grande vitesse. Parmi les nombreux débris formés à la suite de ces chocs, seules quelques particules ont survécu, dans des zones stables correspondant aux emplacements des anneaux actuels.

### Autre entourage d'Uranus
Un astéroïde troyen d'Uranus est un astéroïde situé aux alentours d'un des deux points stables de Lagrange (L4 ou L5) du système Soleil-Uranus, c'est-à-dire situé à 60° en avance ou en retard sur l'orbite d'Uranus. Le Centre des planètes mineures (CPM) ne recense qu'un troyen d'Uranus : 2011 QF99, situé autour du point L4,. 2014 YX49 est proposé comme second troyen d'Uranus mais n'est cependant toujours pas approuvé par le CPM,.
Aussi, d'autres objets sont coorbiteurs d'Uranus sans pour autant être classifiés comme troyens. Ainsi, (83982) Crantor est une planète mineure possédant une orbite en fer à cheval vis-à-vis d'Uranus,. D'autres exemples de coorbiteurs potentiels comme (472651) 2015 DB216 ou 2010 EU65 ont également été découverts.
Des études montrent qu'il serait possible à un quasi-satellite théorique d'Uranus ou de Neptune de le rester pour la durée de vie du Système solaire, moyennant certaines conditions d'excentricité et d'inclinaison. De tels objets n'ont cependant pas encore été découverts.

Diagramme en coupe à l'échelle d'Uranus montrant ses anneaux et les orbites des lunes proches.

## Observation

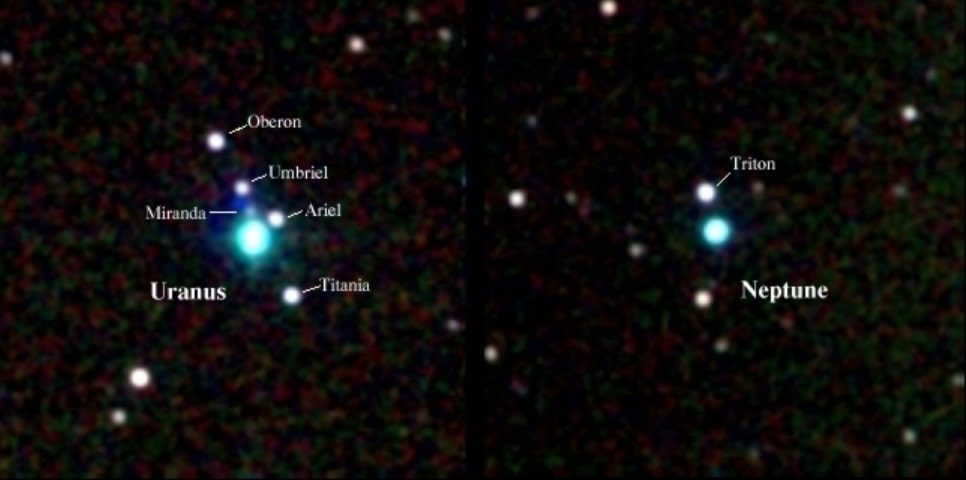
Uranus et Neptune depuis la Terre par le grand relevé Two-Micron All-Sky Survey en 1998.

La magnitude apparente moyenne d'Uranus est de +5,68 avec un écart-type de 0,17 tandis que les extrêmes sont de +5,38 et +6,03,. Cette plage de luminosité étant proche de la limite de l'œil nu située à +6, il est ainsi possible avec un ciel parfaitement sombre — avec les yeux accoutumés à l'obscurité — et dégagé de la voir comme une étoile très peu lumineuse, notamment lorsqu'elle se trouve en opposition,,. Cette variabilité est en grande partie expliquée par quelle latitude planétaire d'Uranus est simultanément éclairée par le Soleil et vue depuis la Terre. Sa taille apparente est comprise entre 3,3 et 4,1 secondes d'arc, selon que sa distance à la Terre varie de 3,16 à 2,58 milliards de kilomètres, et elle est ainsi facilement distinguable avec des jumelles,. Avec un télescope possédant un objectif d'un diamètre entre 15 et 23 cm, Uranus apparaît comme un disque cyan pâle avec assombrissement centre-bord. Avec un télescope possédant un plus large objectif, il devient possible de distinguer ses nuages ainsi que certains de ses plus grands satellites, tels que Titania et Obéron,.
Depuis 1997, neuf satellites irréguliers extérieurs ont été identifiés à l'aide de télescopes au sol. Deux lunes intérieures supplémentaires, Cupid et Mab, sont découvertes grâce au télescope spatial Hubble en 2003. Le satellite Margaret est le dernier découvert avec sa découverte publiée en octobre 2003. Le télescope spatial Hubble permet également de prendre des photos correctes d'Uranus depuis la Terre, même si elles sont en résolution relative plus faibles que les images de Voyager 2. Entre 2003 et 2005, grâce aux observations ainsi effectuées, une nouvelle paire d’anneaux est découverte, baptisée par la suite système d’anneaux externe, ce qui porte le nombre d’anneaux d’Uranus à 13.
Jusqu'en 2007, Uranus s'est approchée de son équinoxe et une activité nuageuse s’y est développée,. La majeure partie de cette activité ne peut pas être perçue autrement qu’avec le télescope spatial Hubble ou de grands télescopes munis d’optique adaptative.

## Exploration

### Survol deVoyager2

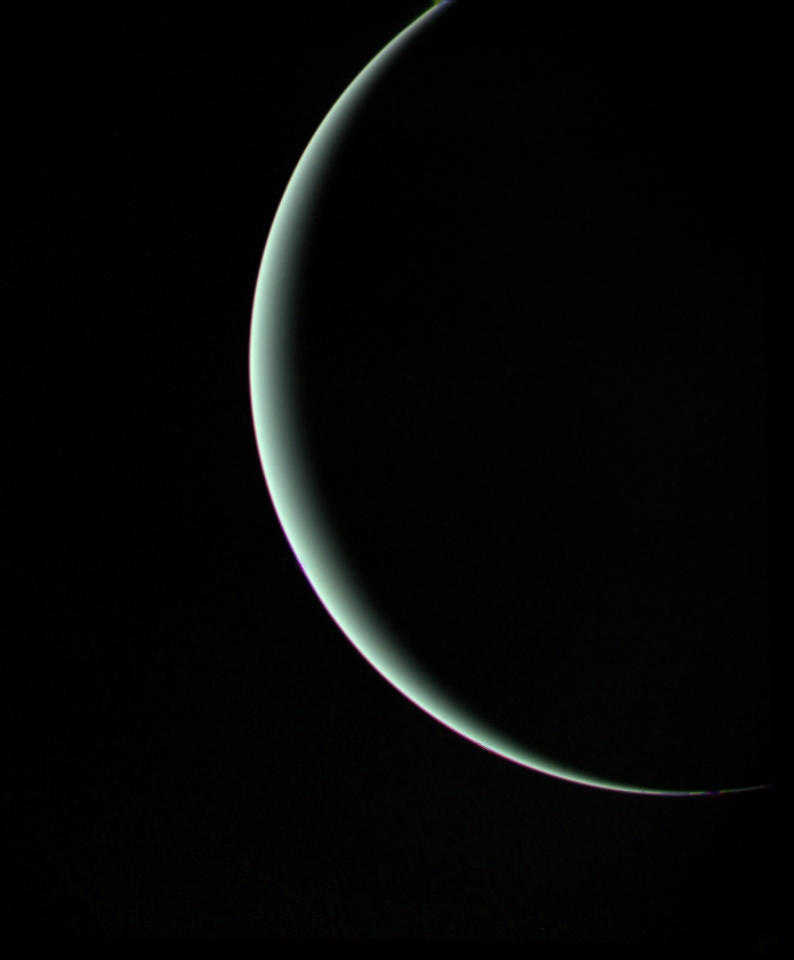
Croissant d'Uranus pris par Voyager 2 alors en route vers Neptune.

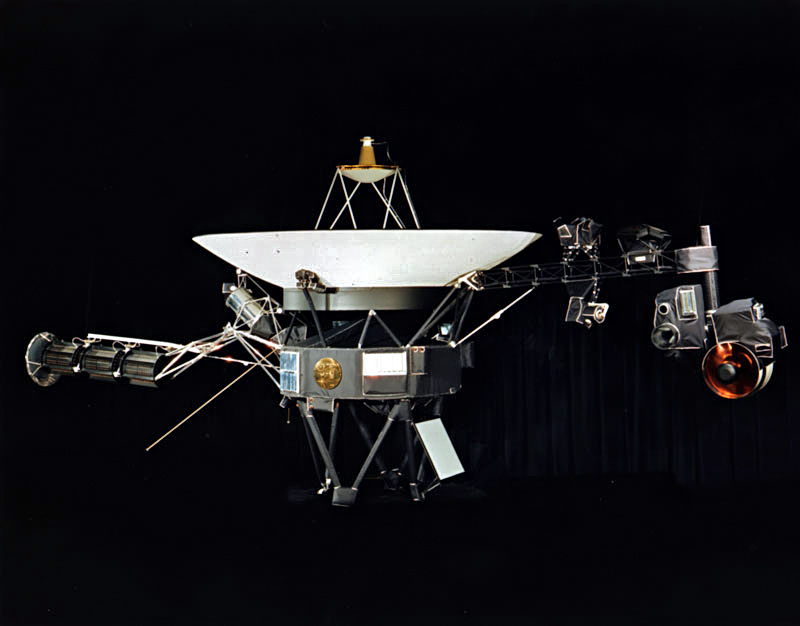
Voyager 2.

La planète n'a été visitée et étudiée à courte distance que par une seule sonde spatiale : Voyager 2 (NASA) en 1986, qui est donc la source de la majorité des informations connues sur la planète. L'objectif principal de la mission Voyager étant l'étude des systèmes de Jupiter et Saturne, le survol d'Uranus n'est rendu possible que parce que ceux-ci se sont parfaitement déroulés auparavant.
Lancée en 1977, Voyager 2 fait son approche au plus près d'Uranus le 24 janvier 1986, à 81 500 km du sommet des nuages de la planète avant de poursuivre son trajet vers Neptune,. La sonde étudie la structure et la composition chimique de l'atmosphère d'Uranus, y compris son climat unique, causé par son inclinaison axiale de 97,77°. Elle effectue les premières enquêtes détaillées sur ses cinq plus grandes lunes et en découvre 10 nouvelles. Elle examine les neuf anneaux connus du système, en découvre deux autres et permet d'établir que leur apparition est relativement récente,. Finalement, elle étudie son champ magnétique, sa structure irrégulière, son inclinaison et sa magnétoqueue unique en tire-bouchon causée par son orientation.
Voyager 1 n'a pas pu visiter Uranus car l'enquête sur une lune de Saturne, Titan, était considérée comme une priorité. Cette trajectoire a ensuite fait sortir la sonde du plan de l'écliptique, mettant fin à sa mission de planétologie,.

### AprèsVoyager2
La possibilité d'envoyer l'orbiteur Cassini-Huygens de Saturne jusqu'à Uranus a été évaluée lors d'une phase de planification d'extension de mission en 2009, mais a finalement été rejetée en faveur de sa destruction dans l'atmosphère saturnienne car il aurait fallu environ vingt ans pour arriver au système uranien après avoir quitté Saturne. Par ailleurs, New Horizons 2 — qui a ensuite été abandonnée — aurait également pu effectuer un survol rapproché du système uranien.
Un orbiteur du nom d'Uranus orbiter and probe est recommandé par le Planetary Science Decadal Survey 2013-2022 dans le cadre du programme New Frontiers publié en 2011,. Cette proposition envisageait un lancement en 2020-2023 et une croisière de 13 ans vers Uranus. La sonde pourrait s'inspirer du Pioneer Venus Multiprobe et descendre dans l'atmosphère uranienne.
L'Agence Spatiale Européenne évalue une mission de « classe moyenne » appelée Uranus Pathfinder. D'autres missions telles qu'OCEANUS, ODINUS ou MUSE sont étudiées.

### Références historiques

L'uranium a été nommé en référence à Uranus.

### Littérature et cinéma

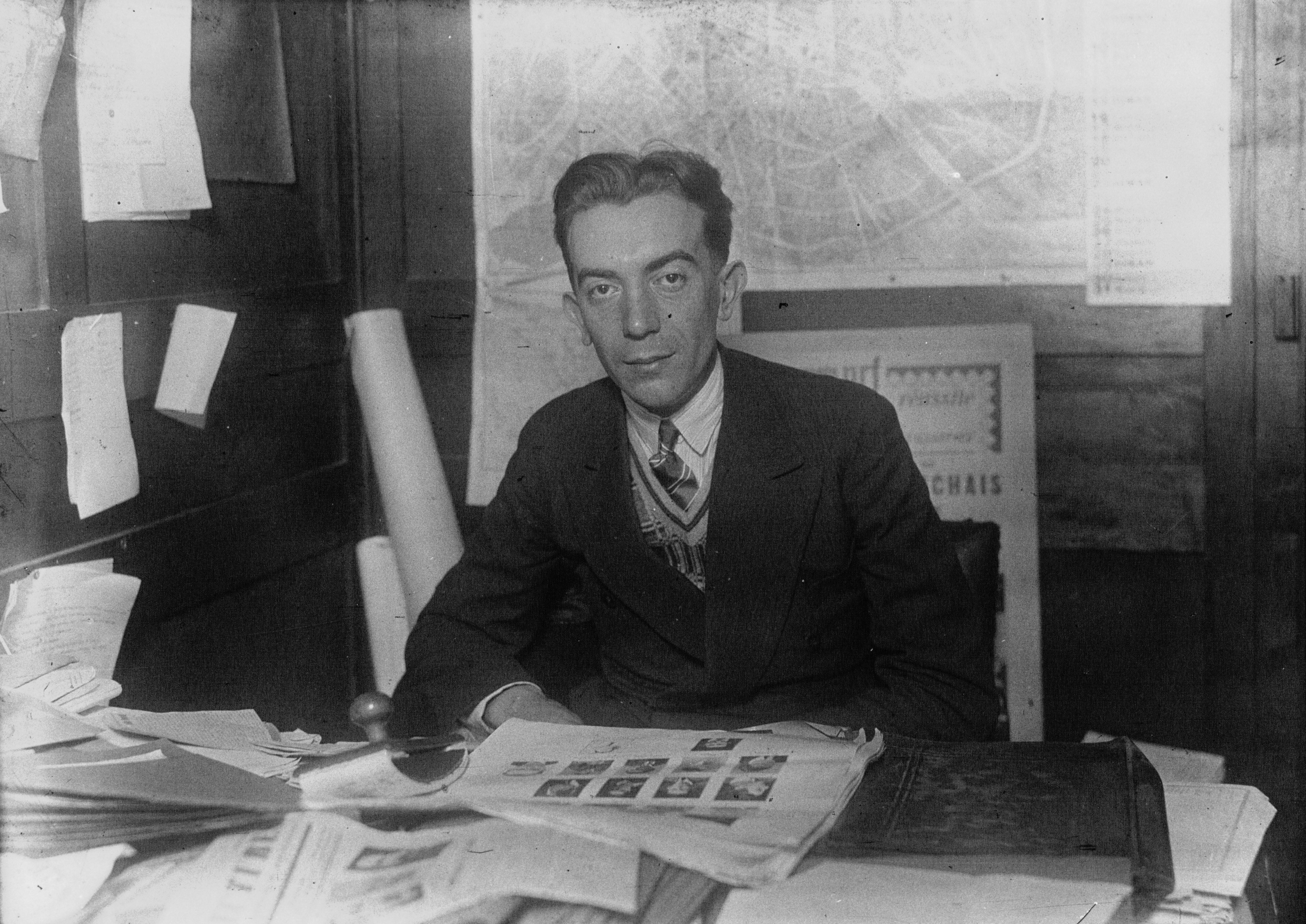
Marcel Aymé intitule un de ses romans Uranus car un des personnages lisait un ouvrage d'astronomie au moment d'un bombardement l'ayant marqué.

## Dans la culture